# Liste de films historiques
La liste de films historiques comprend les différentes production cinématographique évoquant des événements et des personnages de l'Histoire. Les films sont classés par époques chronologique.

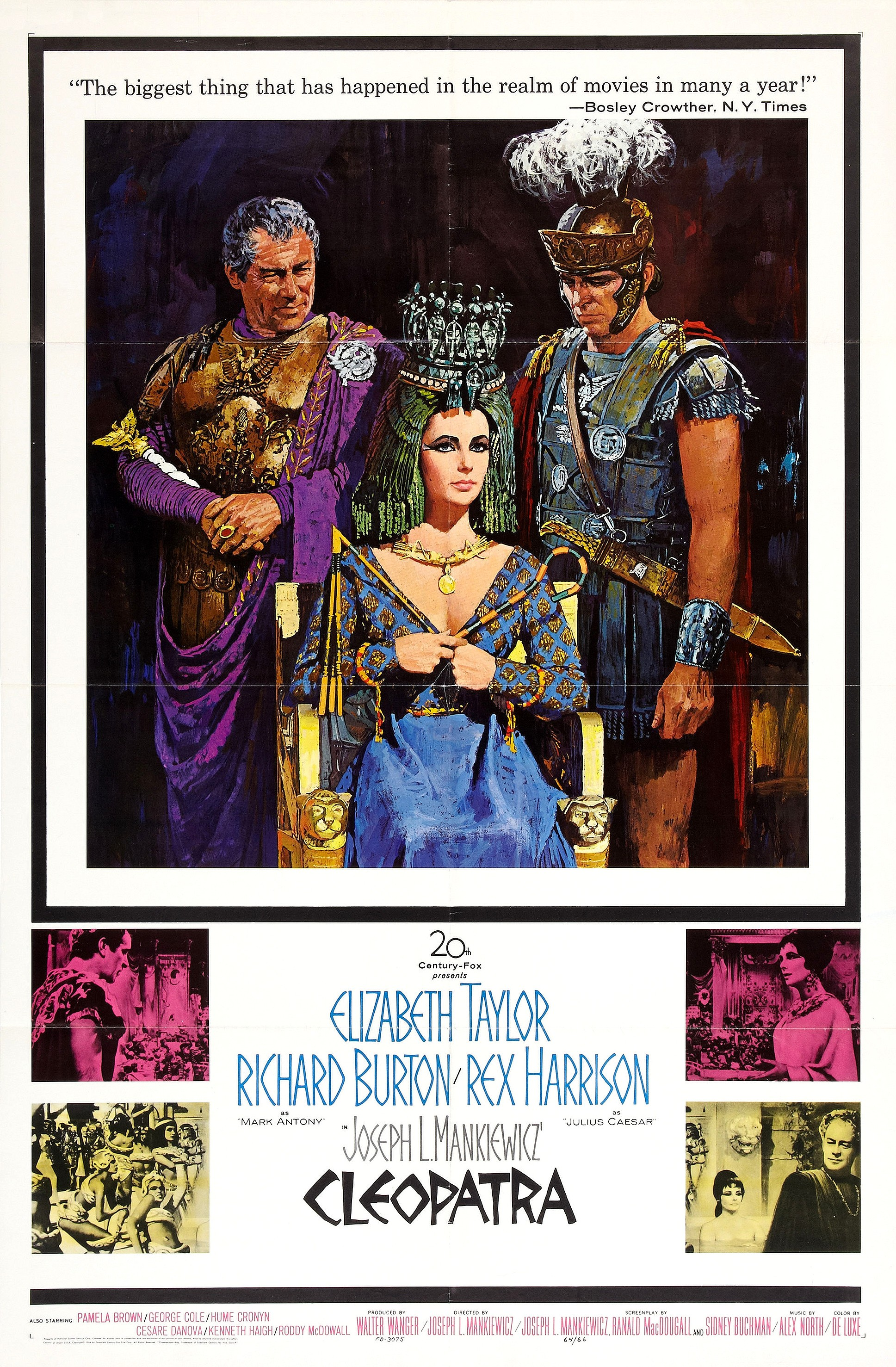
Cléopâtre (1963).

## Préhistoire
- 2010 : Ao, le dernier Néandertal de Jacques Malaterre
- 2011 : La Grotte des rêves perdus  de Werner Herzog
- 2018 : Alpha de Albert Hughes

## Antiquité

### Mésopotamie
- 1922 : Jeremias d'Eugen Illés
- 1954 : Sémiramis, esclave et reine
- 1962 : Foudres sur Babylone
- 1963 :
  - Hercule, le Héros de Babylone
  - Sémiramis, déesse de l'Orient
- 1965 : Goliath à la conquête de Bagdad

### Perse
- 1961 : Les Perses de Jean Prat
- 2019 : Tomiris de Akan Satayev

### Égypte

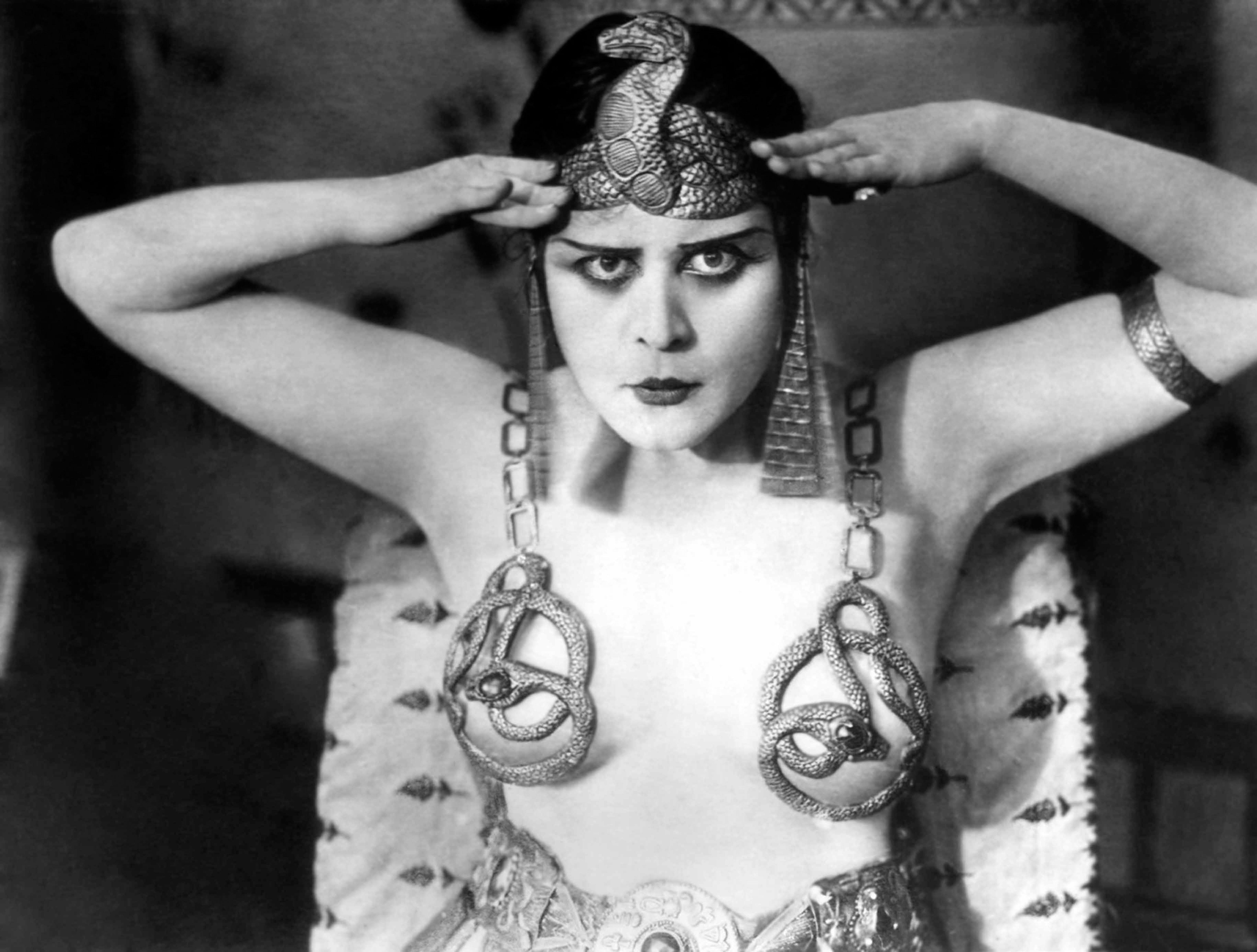
Dans le rôle de Cléopâtre, Theda Bara en 1917.

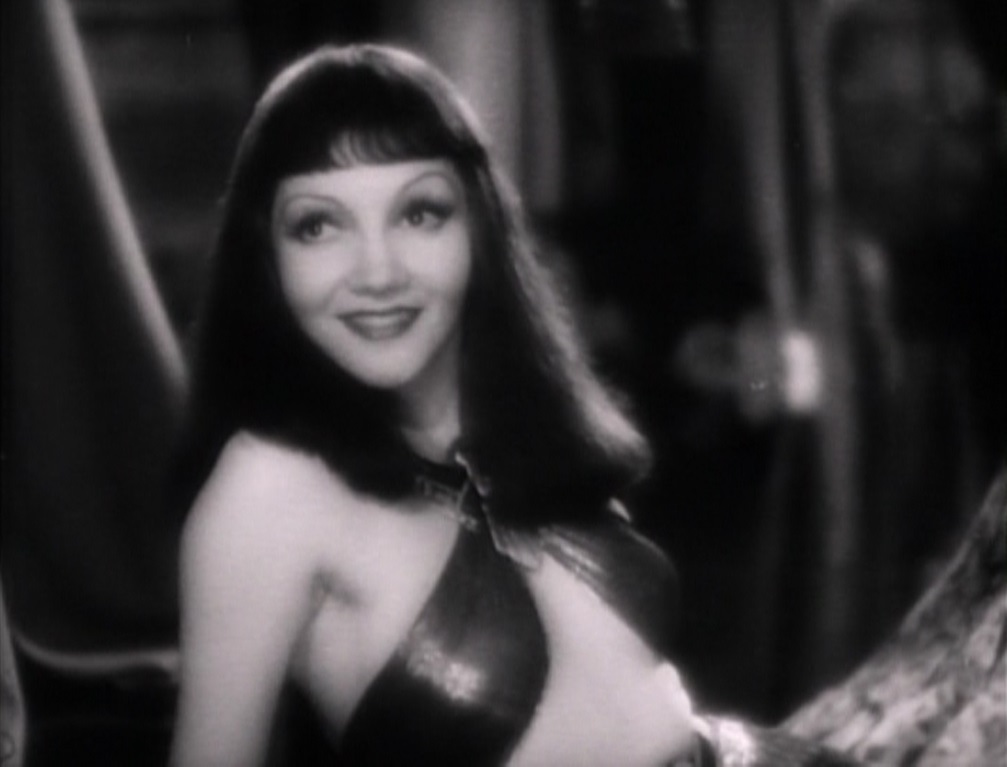
Claudette Colbert en 1934.

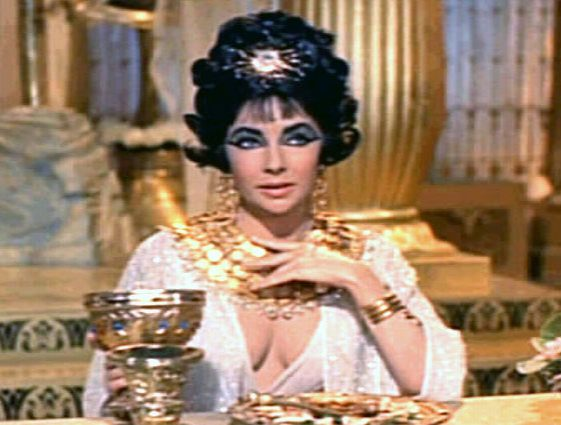
Elizabeth Taylor en 1963.

#### IVedynastie
- 1955 : La Terre des pharaons de Howard Hawks

#### XVIIIe dynastie
- 1922 : La Femme du pharaon d'Ernst Lubitsch
- 1954 : L'Égyptien de Michael Curtiz
- 1961 : Néfertiti, reine du Nil de Fernando Cerchio
- 1994 : Néfertiti, la fille du soleil de Guy Gilles
- 2007 : La Reine Soleil de Philippe Leclerc

#### XIXe dynastie
- 1954 : La Princesse du Nil de Harmon Jonesr

#### XXedynastie
- 1966 : Le Pharaon de Jerzy Kawalerowicz

#### Dynastie Lagide
- 1910 : Cléopâtre de Henri Andréani et Ferdinand Zecca
- 1912 : Cléopâtre de Charles L. Gaskill
- 1917 : La Reine des Césars de J. Gordon Edwards
- 1928 : Cléopâtre de Roy William Neill
- 1934 : Cléopâtre de Cecil B. DeMille
- 1945 : César et Cléopâtre de Gabriel Pascal
- 1953 : Le Serpent du Nil de William Castle
- 1959 : Les Légions de Cléopâtre de Vittorio Cottafavi
- 1962 : Cléopâtre, une reine pour César
- 1963 : Cléopâtre de Joseph L. Mankiewicz
- 1972 : Antoine et Cléopâtre de Charlton Heston

### Antiquité hébraïque
- 1902 : Samson et Dalila de Ferdinand Zecca
- 1908 :
  - David et Goliath de Sidney Olcott
  - Daniel dans la fosse aux lions de Louis Feuillade
- 1909 :
  - The Life of Moses de J. Stuart Blackton
  - Judith et Holopherne de Louis Feuillade
- 1910 : David et Goliath de Henri Andréani
- 1911 :
  - Moïse sauvé des eaux de Henri Andréani
  - Le Sacrifice d'Abraham de Henri Andréani
- 1912 :
  - Le Sacrifice d'Ismaël de Henri Andréani
  - Le Jugement de Salomon de Henri Andréani
  - Absalon de Henri Andréan
- 1913 :
  - Rebecca de Henri Andréani
  - La Reine de Saba de Henri Andréani
  - Esther est un film français de Henri Andréani
- 1914 : Samson de J. Farrell MacDonald
- 1916 : Le Jugement de Salomon de Jacques de Baroncelli
- 1921 : La Reine de Saba de J. Gordon Edwards
- 1922 :
  - Sodome et Gomorrhe de Michael Curtiz
  - Samson und Delila d'Alexander Korda
- 1923 : Les Dix Commandements de Cecil B. DeMille
- 1924 : L'Esclave reine de Mihaly Kertész
- 1933 : Lot in Sodom de Melville Webber et James Sibley Watson
- 1936 : Les Verts Pâturages de Marc Connelly et William Keighley
- 1949 : Samson et Dalila de Cecil B. DeMille
- 1951 : David et Bethsabée de Henry King
- 1952 : La Reine de Saba de Pietro Francisci
- 1953 : Sins of Jezebel de Reginald Le Borg
- 1955 : Le Fils prodigue de Richard Thorpe
- 1956 : Les Dix Commandements de Cecil B. DeMille
- 1959 :
  - Judith et Holopherne de Fernando Cerchio
  - Salomon et la Reine de Saba de King Vidor
- 1960 :
  - L'Histoire de Ruth de Henry Koster
  - Esther et le Roi de Raoul Walsh et Mario Bava
  - L'Esclave du pharaon de Irving Rapper et Luciano Ricci
  - David et Goliath de Richard Pottier
- 1962 :
  - Il vecchio testamento de Gianfranco Parolini
  - Sodome et Gomorrhe de Robert Aldrich
- 1964 : Les Verts Pâturages de Jean-Christophe Averty
- 1966 : La Bible de John Huston
- 1970 : La Salamandre du désert de Riccardo Freda
- 1975 : Moïse et Aaron de Günter Reich
- 1985 : Le Roi David de Bruce Beresford
- 1986 : Esther de Amos Gitaï
- 1993 : Abraham de Joseph Sargen
- 1997 :
  - David de Robert Markowitz
  - Salomon de Roger Young
- 1998 : Le Prince d'Égypte de Brenda Chapman
- 2006 : Esther, reine de Perse de Michael O. Sajbel
- 2010 : Le Royaume de Salomon de Shahriar Bahrani
- 2014 : Exodus: Gods and Kings de Ridley Scott

### Antiquité grecque
- 1903 : L'Oracle de Delphes
- 1917 : L'Esclave de Phidias
- 1953 : Phryné, courtisane d'Orient
- 1956 : Alexandre le Grand de Robert Rossen,
- 1960 :
  - La Bataille de Marathon de Jacques Tourneur
  - Sapho, Vénus de Lesbos de Pietro Francisci
- 1961 :
  - Le Colosse de Rhodes de Sergio Leone
  - La Bataille de Corinthe
  - La Vengeance d'Ursus
- 1962 : La Bataille des Thermopyles de Rudolph Maté
- 1963 : Les Petites Aphrodites
- 1964 : La Révolte de Sparte
- 1971 : Socrate
- 1977 : Vaincre à Olympie
- 1989 : Le Banquet
- 2004 : Alexandre de Oliver Stone
- 2004 : Troie de Wolfgang Petersen
- 2007 : 300, États-Unis, de Zack Snyder
- 2012 : Au nom d'Athènes
- 2014 : 300 : La Naissance d'un Empire de Noam Murro

### Antiquité romaine

#### Monarchie
- 1961 : Romulus et Rémus de Sergio Corbucci
- 1964 : Le Colosse de Rome
- 2019 : Romulus et Rémus de Matteo Rovere

#### République
- 1911 : Brutus de Enrico Guazzoni
- 1914 :
  - Jules César de Enrico Guazzoni
  - Cabiria  de Giovanni Pastrone
- 1926 : Les Derniers Jours de Pompéi de Carmine Gallone et Amleto Palermi
- 1937 : Scipion l'Africain
- 1953 :
  - Spartacus
  - Jules César
- 1959 : Hannibal de Carlo Ludovico Bragaglia et Edgar G. Ulmer
- 1961 : La Bataille de Corinthe de Mario Costa
- 1960 :
  - Salammbô
  - Carthage en flammes de Carmine Gallone
  - Spartacus de Stanley Kubrick
  - La Charge de Syracuse
- 1963 : Brenno le tyran de Giacomo Gentilomo
- 1964 : La Terreur des gladiateurs
- 1970 : Jules César de Stuart Burge
- 1971 : Scipion, dit aussi l'Africain de Luigi Magni
- 2001 : Vercingétorix : La Légende du druide roi de Jacques Dorfmann
- 2006 : Hannibal : Le Cauchemar de Rome de Edward Bazalgette
- 2011 : Le Destin de Rome

#### Empire

##### Dynastie des Julio-Claudiens
- 1910 :
  - Messaline de Ferdinand Zecca et Henri Andréan
  - Messaline de Mario Caserini
- 1911 : Agrippine de Enrico Guazzoni
- 1924 : 
  - Die Hermannschlacht de Leo König
  - Messaline de Enrico Guazzoni
- 1935 : Les Derniers Jours de Pompéi d'Ernest B. Schoedsack
- 1950 : Les Derniers Jours de Pompéi de Marcel L'Herbier
- 1951 :
  - Messaline
  - Quo Vadis
- 1953 : Les Gladiateurs de Delmer Daves
- 1956 : Les Week-ends de Néron
- 1958 : L'Esclave d'Orient
- 1959 : Les Derniers Jours de Pompéi de Sergio Leone
- 1960 : Messaline
- 1962 : Ponce Pilate
- 1981 : Caligula et Messaline
- 2014 : Pompei de Paul W. S. Anderson

##### Dynastie des Antonins
- 1964 : La Chute de l'Empire romain de Anthony Mann
- 2000 : Gladiator de Ridley Scott
- 2010 : Centurion de Neil Marshall
- 2011 : L'Aigle de la Neuvième Légion de Kevin Macdonald

##### Dynastie des Sévères
- 1966 : Les Guerriers de Sergiu Nicolaescu
- 2024 : Gladiator 2 de Ridley Scott

##### Dynastie des illyriens
- 1958 : Sous le signe de Rome de Guido Brignone

##### Tétrarchie
- 1913 : In hoc signo vinces de Nino Oxilia
- 1976 : Sebastiane de Derek Jarman et Paul Humfress
- 2009 : Agora d'Alejandro Amenábar

##### Dynastie des Constantiniens
- 1913 : In hoc signo vinces de Nino Oxilia
- 1961 : Constantin le Grand de Lionello De Felice
- 1963 : Les Derniers Jours d'un empire

##### Dynastie des Théodosiens
- 1954 :
  - Le Signe du païen de Douglas Sirk
  - Attila, fléau de Dieu de Pietro Francisci
- 1960 : La Vengeance des Barbares de Giuseppe Vari
- 2001 : Attila le Hun de Dick Lowry

##### Derniers empereurs
- 2007 : La Dernière Légion de Doug Lefler

### Civilisation précolombienne
- 1963 : Les Rois du soleil de J. Lee Thompson.
- 2006 : Apocalypto de Mel Gibson.

### Chine antique
- 1940 : Confucius de Fei Mu
- 1955 : L'Impératrice Yang Kwei-Fei de Kenji Mizoguchi
- 1998 : L'Empereur et l'Assassin de Chen Kaige
- 2002 : Hero de Zhang Yimou
- 2006 : La Cité interdite de Zhang Yimou
- 2007 : Les Seigneurs de la guerre de Peter Chan
- 2008 :
  - Les Trois Royaumes : La Résurrection du Dragon de Daniel Lee
  - Les Trois Royaumes de John Woo
- 2010 : Confucius de Hu Mei
- 2019 : Kingdom de Shinsuke Satō

### Naissance du christianisme
- 1927 : Le Roi des rois de Cecil B. DeMille
- 1932 : Le Signe de la croix de Cecil B. DeMille
- 1935 : Golgotha de Julien Duvivier
- 1952 : Androclès et le Lion de Chester Erskine et Nicholas Ray
- 1953 : La Tunique de Henry Koster
- 1954 : Le Calice d'argent de Victor Saville
- 1959 : Ben-Hur de William Wyler
- 1961 :
  - Le Roi des rois de Nicholas Ray
  - Barabbas de Richard Fleischer
- 1964 : L'Évangile selon saint Matthieu de Pier Paolo Pasolini
- 1988 : La Dernière Tentation du Christ de Martin Scorsese
- 2004 : La Passion du Christ de Mel Gibson
- 2009 : Agora de Alejandro Amenábar
- 2015 : Histoire de Judas de Rabah Ameur-Zaïmeche
- 2016 :
  - La Résurrection du Christ de Kevin Reynolds
  - Ben-Hur de Timur Bekmambetov

### Naissance de l'islam
- 1976 : Le Message de Moustapha Akkad en version anglaise avec Anthony Quinn, Irène Papas et Michael George Ansara ; en version arabe avec Abdullah Gaith (en), Muna Wassef et Hamdi Gaith.

## Moyen Âge

### Haut Moyen Âge
- 1909 : 
  - Théodora de Ernesto Maria Pasquali
  - Alboïn et Rosemonde de Ernesto Maria Pasquali
- 1911 : Marozia de Gerolamo Lo Savio
- 1912 : Théodora de Henri Pouctal
- 1921 : Théodora de Leopoldo Carlucci
- 1954 : Théodora, impératrice de Byzance de Riccardo Freda
- 1955 : L'Impératrice Yang Kwei-Fei de Kenji Mizoguchi
- 1956 : Roland, prince vaillant
- 1958 : Les Vikings de Richard Fleischer
- 1961 : Le Glaive du conquérant de Carlo Campogalliani
- 1963 :
  - Shéhérazade de Pierre Gaspard-Huit
  - Le Bon Roi Dagobert de Pierre Chevalier
- 1968 : Pour la conquête de Rome I de Robert Siodmak
- 1969 : 
  - Alfred le Grand, vainqueur des Vikings de Clive Donner
  - Pour la conquête de Rome II de Robert Siodmak
- 1974 : Les Mille et Une Nuits
- 1978 : La Chanson de Roland de Frank Cassenti
- 1984 : Le Bon Roi Dagobert de Dino Risi
- 1990 : Les Mille et Une Nuits
- 1993 : Charlemagne, le prince à cheval de Clive Donner
- 1999 : Le 13e Guerrier de John McTiernan
- 2006 : Prince Vladimir de Iouri Koulakov
- 2007 : Pathfinder - Le Sang du guerrier de Marcus Nispel
- 2009 : La Papesse Jeanne de Sönke Wortmann
- 2014 : Viking, l'âme des guerriers d'Antony Smith
- 2016 :
  - La Papesse Jeanne de Jean Breschand
  - Viking, la naissance d'une nation de Andreï Kravtchouk
- 2018 : Vikings : L’Invasion des Francs de Roel Reiné

### XIe siècle en Europe
- 1910 : The Last of the Saxons de J. Stuart Blackton
- 1911 : Lady Godiva de J. Stuart Blackton
- 1921 : Lady Godiva de Hubert Moest
- 1928 : Lady Godiva de George J. Banfield et Leslie Eveleigh
- 1950 : Le Prince pirate
- 1955 : Madame de Coventry de Arthur Lubin
- 1961 : Le Cid de Anthony Mann
- 1965 : Le Seigneur de la guerre de Franklin J. Schaffner
- 1982 : Guillaume le Conquérant de Gilles Grangier
- 2015 : Guillaume, la jeunesse du conquérant de Fabien Drugeon

### XIIe siècle

#### En Europe
- 1911 : La Jérusalem délivrée d'Enrico Guazzoni
- 1913 : La Jérusalem délivrée d'Enrico Guazzoni
- 1918 : La Jérusalem délivrée d'Enrico Guazzoni
- 1922 : Nathan le Sage de Manfred Noa
- 1923 : L'Esprit de la chevalerie de Chester Withey
- 1954 : Richard Cœur de Lion de David Butler
- 1964 : Becket de Peter Glenville
- 1967 : Marketa Lazarová (film) de František Vláčil.
- 1968 : Le Lion en hiver de Anthony Harvey
- 1970 : Brancaleone s'en va-t-aux croisades
- 1987 : Le Passeur de Nils Gaup
- 1996 : Le Destin de Youssef Chahine avec Nour El-Sherif
- 2005 : Kingdom of Heaven de Ridley Scott
- 2007 : Arn, chevalier du Temple de Jan Guillou et Hans Gunnarsson
- 2008 : Arn, le royaume au bout du chemin de Peter Flinth
- 2009 : Barbarossa de Renzo Martinelli

### XIIIe siècle

#### En Europe

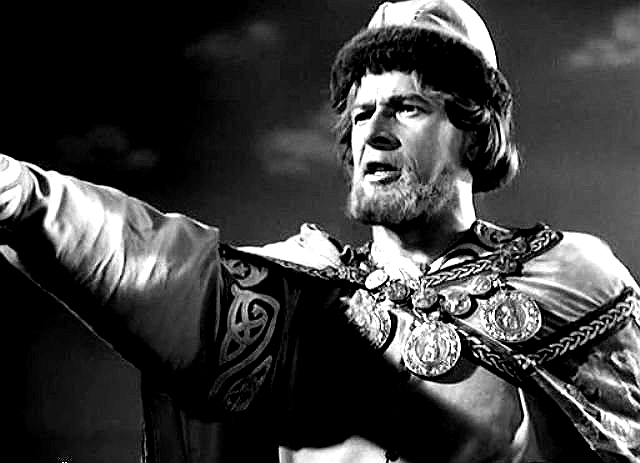
Alexandre Nievski.

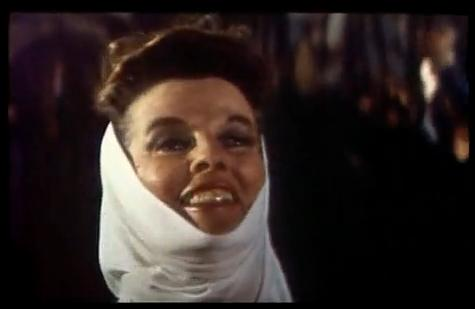
Katharine Hepburn interprète Aliénor d'Aquitaine dans Le Lion en hiver.

- 1911 : Boniface VIII de Gerolamo Lo Savio
- 1932 : Assisi d’Alessandro Blasetti
- 1935 : Les Croisades de Cecil B. DeMille
- 1938 : Alexandre Nevski de Sergueï Eisenstein
- 1950 : Les Onze Fioretti de François d'Assise
- 1961 : François d'Assise de Michael Curtiz
- 1967 : Marketa Lazarová
- 1972 : François et le chemin du soleil de Franco Zeffirelli
- 1987 : Le Moine et la Sorcière de Suzanne Schiffman
- 1989 : Francesco de Liliana Cavani,
- 1995 : Braveheart de Mel Gibson
- 2002 :
  - Saint Antoine de Padoue de Umberto Marino
  - Le Frère du guerrier de Pierre Jolivet
- 2011 : Le Sang des Templiers de Jonathan English
- 2016 : 
  - L'Ami, François d'Assise et ses frères de Renaud Fély et Arnaud Louvet
  - The Last King de Nils Gaup
- 2019 : Robert the Bruce de Angus Macfadyen

#### En Asie
- 1938 : Les Aventures de Marco Polo de Archie Mayo
- 1961 : Les Mongols de André De Toth et Leopoldo Savona
- 1962 : Marco Polo de Piero Pierotti et Hugo Fregonese
- 1965 : La Fabuleuse Aventure de Marco Polo de Denys de La Patellière et Noël Howard
- 2007 :
  - Marco Polo est un film de Kevin Connor
  - Mongol
  - Gengis Khan à la conquête du monde
- 2009 : Zen

### XIVe siècle

#### En Europe
- 1941 : Landammann Stauffacher de Leopold Lindtberg
- 1949 : Du Guesclin
- 1952 : Buridan, héros de la tour de Nesle de Émile Couzinet
- 1955 : 
  - L'Armure noire de Henry Levin
  - La Tour de Nesle d'Abel Gance
- 1971 : Le Décaméron
- 1972 :
  - Les Contes de Canterbury
  - Les Rois maudits de Claude Barma
- 1986 : Le Nom de la rose de Jean-Jacques Annaud
- 2000 : La Chambre obscure
- 2003 : The Reckoning de Paul McGuigan
- 2005 : Les Rois maudits de Josée Dayan
- 2009 : La Reine morte de Pierre Boutron
- 2010 : Black Death de Christopher Smith
- 2018 : Outlaw King : Le Roi hors-la-loi de David Mackenzie

### XVe siècle

#### En Europe
- 1917 : Jeanne d'Arc de Cecil B. DeMille
- 1923 : Notre-Dame de Paris de Wallace Worsley
- 1924 :
  - Le Miracle des loups de Raymond Bernard
  - Romola de Henry King
- 1928 : La Passion de Jeanne d'Arc de Carl Theodor Dreyer
- 1934 : Adémaï au Moyen Âge de Jean de Marguenat
- 1939 : La Tour de Londres de Rowland V. Lee
- 1942 : 
  - La Farce tragique d'Alessandro Blasetti
  - Les Visiteurs du soir de Marcel Carné
- 1945 : François Villon d'André Zwoboda
- 1948 : Jeanne d'Arc de Victor Fleming
- 1952 : Le Jugement de Dieu de Raymond Bernard
- 1954 :
  - Jeanne au bûcher de Roberto Rossellini
  - Le Chevalier du roi de Rudolph Maté
- 1955 : 
  - L'Armure noire de Henry Levin
  - Les Aventures de Quentin Durward
- 1956 : Notre-Dame de Paris de Jean Delannoy
- 1961 : Le Miracle des loups d’André Hunebelle
- 1962 : La Tour de Londres de Roger Corman
- 1966 : Andreï Roublev d'Andreï Tarkovski
- 1969 : Promenade avec l'amour et la mort de John Huston
- 1979 : Vlad Țepeș de Doru Năstase
- 1987 : La Passion Béatrice de Bertrand Tavernier
- 1989 : Henry V de Kenneth Branagh
- 1994 : Jeanne la Pucelle de Jacques Rivette
- 1999 : Jeanne d'Arc de Luc Besson
- 2002 : Le Frère du guerrier de Pierre Jolivet
- 2011 :
  - Louis XI, le pouvoir fracassé de Henri Helman
  - Jeanne captive de Philippe Ramos
- 2017 : Jeannette, l'enfance de Jeanne d'Arc de Bruno Dumont
- 2019 :
  - Jeanne de Bruno Dumont
  - Le Roi de David Michôd
- 2022 : Laissons les morts engloutir les morts de Paul-Anthony Mille

#### En Asie
- 1913 : L'Agonie de Byzance de Louis Feuillade
- 1951 : İstanbul'un Fethi de Aydın Arakon
- 2006 : Tirant le Blanc de Vicente Aranda
- 2012 : Constantinople de Faruk Aksoy
- 2023 : Full River Red de Zhang Yimou

## Temps Moderne

### L'Amérique auxXVesiècleetXVIesiècle
- 1912 : The Coming of Columbus de Colin Campbell
- 1917 : Les Conquérants de Cecil B. DeMille
- 1923 : Christopher Columbus d'Edwin L. Hollywood
- 1939 : Kristopher Kolumbus Jr. de Bob Clampett
- 1949 : Christophe Colomb de David MacDonald
- 1969 : The Royal Hunt of the Sun de Irving Lerner
- 1972 : Aguirre, la colère de Dieu de Werner Herzog
- 1988 : El Dorado de Carlos Saura
- 1991 :
  - La Controverse de Valladolid de Jean-Daniel Verhaeghe.
  - Cabeza de Vaca de Nicolás Echevarría
- 1992 :
  - 1492 : Christophe Colomb
  - Pico et Columbus : Le Voyage magique de Michael Schoemann
  - Christophe Colomb de John Glen
- 1999 : La otra conquista de Salvador Carrasco
- 2007 : Christophe Colomb, l'énigme de Manoel de Oliveira

### XVIesiècle

#### En Afrique
- 1990 : Les Cavaliers de la gloire de Souheil Ben Barka et Outchkoune Nazarov

#### En Asie
- 1931 : Les Vingt-six Martyrs japonais de Tomiyasu Ikeda
- 1941 :  La Bataille de Kawanakajima de Teinosuke Kinugasa
- 1953 : Le Prince de Bagdad de George Sherman
- 1980 : Kagemusha, l'Ombre du guerrier d'Akira Kurosawa
- 1985 : Ran de Akira Kurosawa
- 1989 : Rikyu de Hiroshi Teshigahara
- 2005 : Le Roi et le Clown de Lee Joon-ik
- 2008 : Jodhaa Akbar de Ashutosh Gowariker
- 2014 : The Admiral: Roaring Currents de Kim Han-min
- 2023 : Hansan : La Bataille du dragon de Han-min Kim

#### En Amérique
- 1952 : Étienne Brûlé gibier de potence de Melburn E. Turner

#### En Europe
- 1909 : La Mort d'Ivan le Terrible de Vassili Gontcharov
- 1910 : Jeanne la folle de Mario Caserini
- 1917 : Ivan le Terrible de Enrico Guazzon
- 1919 : Le Trésor d'Arne de Mauritz Stille
- 1928 : Luther – Ein Film der deutschen Reformation de Hans Kyser
- 1944 : Ivan le Terrible de Sergueï Eisenstein
- 1953 : Martin Luther de Irving Pichel
- 1955 : La Princesse d'Eboli de Terence Young
- 1967 : Les Aventures extraordinaires de Cervantes de Vincent Sherman
- 1976 : Règles du jeu pour un film sur les anabaptistes, de Georg Brintrup
- 1983 : Martin Luther de Kurt Veth
- 1985 : La Chair et le Sang de Paul Verhoeven
- 1994 : Nostradamus de Roger Christian
- 2003 : Luther d'Eric Till
- 2007 : El Greco, les ténèbres contre la lumière de Yánnis Smaragdís
- 2009 :
  - Tsar de Pavel Lounguine
  - La Comtesse de Julie Delpy
- 2011 :
  - Bruegel, le Moulin et la Croix de Lech Majewski
  - Nova Zembla de Reinout Oerlemans
- 2018 : Emperor de Lee Tamahori

#### En France

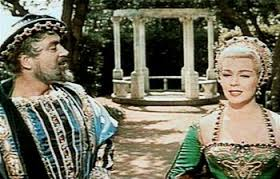
Diane de Poitiers (1956) avec Pedro Armendáriz (François Ier) et Lana Turner (Diane).

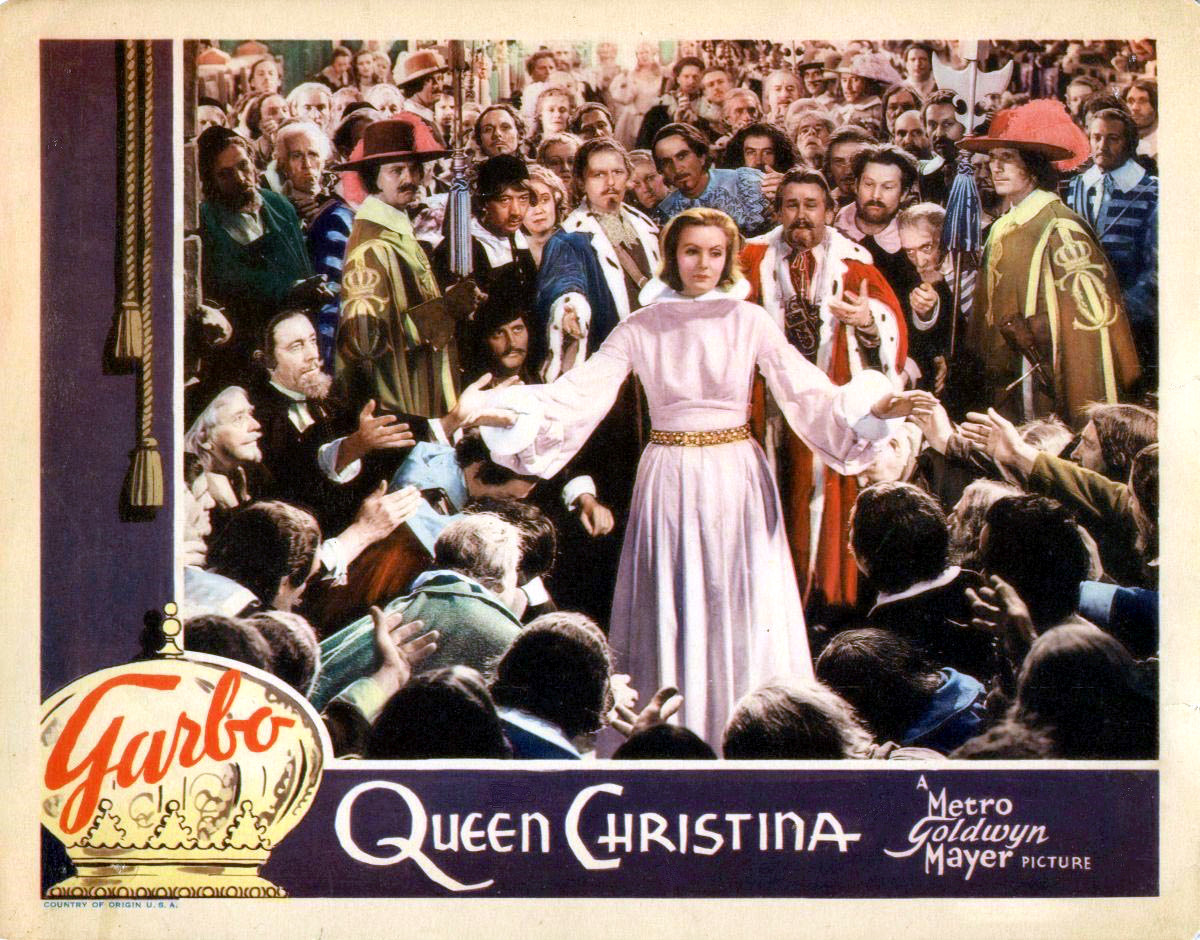
Greta Garbo dans La Reine Christine (1933).

##### Règne de François Ier
- 1908 : François Ier et Triboulet de Georges Méliès
- 1909 : Bianca Cappello de Mario Caserini
- 1956 : Diane de Poitiers de David Miller
- 1962 : La Salamandre d'or
- 2022 : Diane de Poitiers de Josée Dayan

##### Règne d'Henri II
- 1961 : La Princesse de Clèves de Jean Delannoy
- 1982 : Le Retour de Martin Guerre de Daniel Vigne
- 1994 : Nostradamus de Roger Christian

##### Règne de Charles IX
- 1909 : Le Huguenot de Louis Feuillade
- 1913 : La Reine Margot de Henri Desfontaines
- 1916 : Intolérance de David Wark Griffith
- 1928 : Le Tournoi dans la cité de Jean Renoir
- 1954 : La Reine Margot de Jean Dréville
- 1961 : La Reine Margot de René Lucot
- 1994 : La Reine Margot de Patrice Chéreau
- 1996 : La Reine Margot de Alexandre Mouratov
- 2003 : Saint-Germain ou la Négociation de Gérard Corbiau
- 2010 : La Princesse de Montpensier de Bertrand Tavernier

##### Règne d'Henri III
- 1908 : L'Assassinat du duc de Guise d'André Calmettes et Charles Le Bargy
- 1964 : Hardi ! Pardaillan de Bernard Borderie
- 1971 : La Dame de Monsoreau de Yannick Andréi
- 1990 : Dames galantes de Jean Charles Tacchella

##### Règne d'Henri IV
- 1961 : Vive Henri IV, vive l'amour ! de Claude Autant-Lara
- 2010 : Henri 4 de Jo Baier

#### En Grande-Bretagne

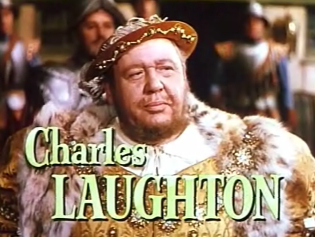
De nouveau Charles Laughton en Henry VIII dans La Reine vierge (1953).

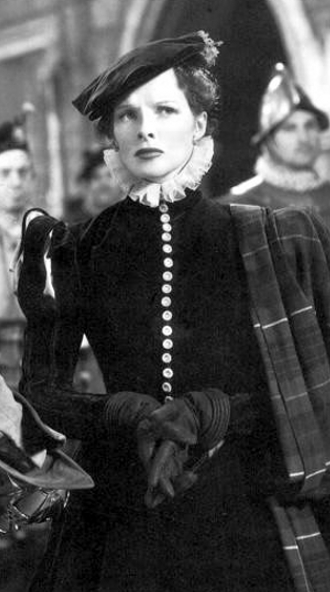
Katharine Hepburn interprète Marie Stuart (1936).

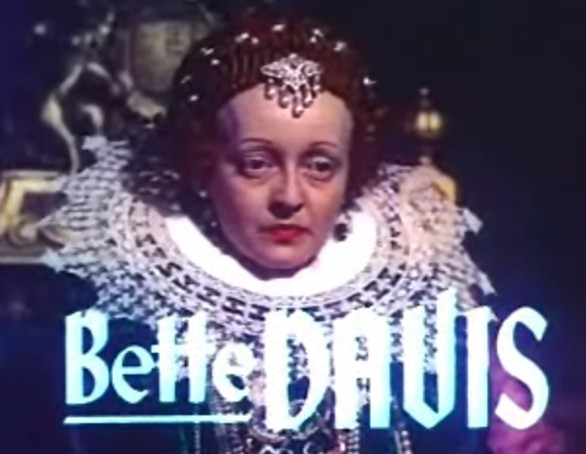
La Vie privée d'Élisabeth d'Angleterre (1939).

##### Règne d'Henry VIII
- 1912 : Une intrigue à la cour d'Henri VIII de Camille de Morlho
- 1920 : Anne Boleyn de Ernst Lubitsch
- 1922 : Sur les marches d'un trône de Robert G. Vignola
- 1933 : La Vie privée d'Henry VIII de Alexander Korda
- 1936 : Marie Tudor de Robert Stevenson
- 1937 : Le Prince et le Pauvre de William Keighley
- 1953 : La Rose et l'Épée de Ken Annakin
- 1962 : Le Prince et le Pauvre de Don Chaffey
- 1966 : Un homme pour l'éternité de Fred Zinnemann
- 1969 : Anne des mille jours de Charles Jarrott
- 1972 : Henry VIII and His Six Wives de Waris Hussein
- 1977 : Le Prince et le Pauvre de Richard Fleischer
- 2000 : Le Prince et le Pauvre de Giles Foster
- 2008 : Deux Sœurs pour un roi de Justin Chadwick
- 2023 : Le Jeu de la reine de Karim Aïnouz

##### Règne de Jeanne Grey
- 1926 : The Tower of London de Maurice Elvey
- 1986 : Lady Jane de Trevor Nunn

##### Règne de Marie Stuart
- 1908 : Marie Stuart de Albert Capellani
- 1913 :
  - Mary Stuart de Walter Edwin
  - A Tudor Princess de J. Searle Dawley
- 1936 : Marie Stuart de John Ford
- 1940 : Marie Stuart de Carl Froelich
- 1971 : Marie Stuart, reine d'Écosse de Charles Jarrott
- 2013 : Mary Queen of Scots de Thomas Imbach
- 2018 : Marie Stuart, reine d'Écosse de Josie Rourke

##### Règne d'Élisabeth Ier
- 1912 : La Reine Élisabeth de Henri Desfontaines
- 1923 : La Reine Élisabeth de J. Stuart Blackton
- 1924 : Dorothy Vernon de Marshall Neilan et Mary Pickford
- 1928 : The Virgin Queen de R. William Neill
- 1937 : L'Invincible Armada de William K. Howard
- 1939 : La Vie privée d'Élisabeth d'Angleterre de Michael Curtiz
- 1940 : L'Aigle des mers de Michael Curtiz
- 1953 : La Reine vierge de George Sidney
- 1955 : Le Seigneur de l'aventure d'Henry Koster
- 1963 : Le Corsaire de la reine de Rudolph Maté et Primo Zeglio
- 1966 : Le Prince Donegal de Michael O'Herlihy
- 1998 : Elizabeth de Shekhar Kapur
- 2005 : Elizabeth I de Tom Hooper
- 2007 : Elizabeth : L'Âge d'or de Shekhar Kapur
- 2011 : Anonymous de Roland Emmerich

#### En Italie
- 1904 : Benvenuto Cellini ou Une curieuse évasion de Georges Méliès
- 1909 : Ettore Fieramosca de Ernesto Maria Pasquali
- 1910 :
  - Lucrèce Borgia de Mario Caserini
  - Histoire des Borgia d'Ugo Falena
- 1911 : Le Souper de Borgia de Giuseppe De Liguoro
- 1912 :
  - Lucrezia Borgia de Gerolamo Lo Savio
  - César Borgia de Gerolamo Lo Savio
- 1915 : Ettore Fieramosca de Domenico Gaido et Umberto Paradisi
- 1919 : 
  - La Peste à Florence d'Otto Rippert
  - Lucrèce Borgia d'Augusto Genina
- 1924 : La congiura di San Marco de Domenico Gaido
- 1926 : Don Juan d'Alan Crosland
- 1934 : Les Amours de Cellini de Gregory La Cava
- 1935 : Lucrèce Borgia d'Abel Gance
- 1937 : Condottieri de Luis Trenker
- 1938 : Ettore Fieramosca d'Alessandro Blasetti
- 1939 : Le Petit Boulanger de Venise de Duilio Coletti
- 1940 : Lucrezia Borgia d'Hans Hinrich
- 1941 : Michel-Ange de Caravage, le peintre maudit de Goffredo Alessandrini
- 1949 :
  - Échec à Borgia d'Henry King
  - La Vengeance des Borgia de Mitchell Leisen
- 1950 : The Titan : Story of Michelangelo de Robert Flaherty
- 1953 : Lucrèce Borgia de Christian-Jaque
- 1963 : L'Aigle de Florence de Riccardo Freda
- 1965 :
  - L'Extase et l'Agonie de Carol Reed
  - La Mandragore d'Alberto Lattuada
- 1966 : L'Homme qui rit de Sergio Corbucci
- 1968 : Galileo de Liliana Cavani
- 1973 : Giordano Bruno de Giuliano Montaldo
- 1975 : Galileo de Joseph Losey
- 1990 : Lucrèce Borgia de Lorenzo Onorati
- 2001 : Le Métier des armes de Ermanno Olmi avec Christo Jivkov
- 2005 : Galilée ou l'Amour de Dieu de Jean-Daniel Verhaeghe
- 2006 : Los Borgia de Antonio Hernández
- 2019 : Michel-Ange d'Andreï Kontchalovski
- 2022 : Caravage de Michele Placido

### XVIIesiècle

#### En Europe
- 1913 : King Charles de Wilfred Noy
- 1922 : Lorna Doone de Maurice Tourneur
- 1925 : Charles XII de John W. Brunius
- 1933 : La Reine Christine de Rouben Mamoulian
- 1934 : Les Maudits du château-fort de Basil Dean
- 1935 : La Kermesse héroïque de Charles Spaak
- 1936 : Rembrandt de Alexander Korda
- 1939 : Minine et Pojarsky de Vsevolod Poudovkine et Mikhail Doller
- 1940 : Rembrandt de Gerard Rutten
- 1942 :
  - Rembrandt de Hans Steinhoff
  - Rid i natt ! de Gustaf Molander
  - Andreas Schlüter de Herbert Maisch
- 1947 :
  - Ambre de Otto Preminger
  - L'Exilé de Max Ophüls
- 1951 : Les Maudits du château-fort de Phil Karlson
- 1962 : Miracle à Cupertino de Edward Dmytryk
- 1968 : Le Grand Inquisiteur de Michael Reeves
- 1970 : Cromwell de Ken Hughes
- 1974 : The Abdication de Anthony Harvey
- 1980 : La Jeunesse de Pierre Le Grand de Sergueï Guerassimov
- 1987 : Jenatsch de Daniel Schmid
- 1997 : Artemisia de Agnès Merlet
- 1999 : Rembrandt de Charles Matton
- 2003 : La Mort d'un roi de Mike Barker
- 2004 : Rochester, le dernier des libertins de Laurence Dunmore (en)
- 2006 : Capitaine Alatriste de Agustín Díaz Yanes
- 2007 : 1612 de Vladimir Khotinenko
- 2012 : L'Œil de l'astronome
- 2015 :
  - La Reine garçon de Mika Kaurismäki
  - Armada
- 2017 : Tulip Fever de Justin Chadwick
- 2020 : Le Peuple Loup de Tomm Moore et Ross Stewart

#### En Amérique
- 1913 : The Witch of Salem de Raymond B. West
- 1937 : Le Démon sur la ville de Frank Lloyd
- 1952 : Étienne Brûlé gibier de potence de Melburn E. Turner
- 1957 : Les Sorcières de Salem de Raymond Rouleau
- 1965 : Astataïon ou le Festin des morts
- 1996 : La Chasse aux sorcières de Nicholas Hytner
- 2005 : Le Nouveau Monde de Terrence Malick
- 2010 : Le Poil de la bête

#### En Afrique
- 1977 : Ceddo

#### En Asie

##### Japon
- 1938 : La Chute des Abe d'Hisatora Kumagai
- 1955 : Le Christ en bronze de Minoru Shibuya
- 1962 : Le Révolté de Nagisa Ōshima
- 1971 : Silence de Masahiro Shinoda
- 2016 : Silence de Martin Scorsese

#### En France

##### Règne de Louis XIII
- 1911 : Un clair de lune sous Richelieu de Albert Capellani
- 1926 : La Lettre écarlate de Victor Sjöstrom
- 1935 : Cardinal Richelieu de Rowland V. Lee
- 1937 : Sous la robe rouge de Victor Seastrom
- 1946 : Le Capitan de Robert Vernay
- 1947 : Monsieur Vincent de Maurice Cloche
- 1960 : Le Capitan de André Hunebelle
- 1971 : Les Diables de Ken Russell
- 1983 : Richelieu ou la Journée des dupes de Jean-Dominique de La Rochefoucauld
- 2004 : La Jeune Fille à la perle de Peter Webber
- 2009 : La Reine et le Cardinal de Marc Rivière
- 2014 : Richelieu, la Pourpre et le Sang

##### Règne de Louis XIV
- 1908 : Louis XIV, Roi Soleil de Georges Denola
- 1910 : Molière de Léonce Perret
- 1912 : Les Caprices du Roi Soleil de Maurice Leforestier
- 1938 : Nanon de Herbert Maisch
- 1945 : Échec au Roy de Jean-Paul Paulin
- 1955 : L'Affaire des poisons d'Henri Decoin
- 1966 : La Prise de pouvoir par Louis XIV de Roberto Rossellini
- 1972 : Les Camisards de René Allio
- 1973 :
  - Molière pour rire et pour pleurer de Marcel Camus
  - Le Château perdu de François Chatel
- 1978 : Molière d'Ariane Mnouchkine
- 1984 : Le Fou du roi d’Yvan Chiffre
- 1991 : Tous les matins du monde d'Alain Corneau
- 1993 : Louis, enfant roi de Roger Planchon
- 1995 : L'Allée du Roi de Nina Companéez
- 1997 : Marquise de Vera Belmont
- 2000 :
  - Le roi danse de Gérard Corbiau
  - Vatel de Roland Joffé
  - Saint-Cyr de Patricia Mazuy
- 2004 : Julie, Chevalier de Maupin de Charlotte Brandström
- 2007 :
  - Fantassins, seuls en première ligne de Oleg Ryaskov
  - Jean de La Fontaine, le défi de Daniel Vigne
  - Molière de Laurent Tirard
- 2011 : Le Roi, l'Écureuil et la Couleuvre de Laurent Heynemann
- 2012 : Éléonore l’intrépide d’Ivan Calbérac
- 2014 : Les jardins du Roi d'Alan Rickman
- 2016 : La Mort de Louis XIV d'Albert Serra
- 2019 : Brûlez Molière de Jacques Malaterre

### XVIIIesiècle

#### En France

##### Régence
- 1913 : Adrienne Lecouvreur de Henri Desfontaines et Louis Mercanton
- 1938 : Adrienne Lecouvreur de Marcel L'Herbier
- 1955 : Adriana Lecouvreur de Guido Salvini
- 1975 : Que la fête commence... de Bertrand Tavernier
- 1997 : Le Bossu de Philippe de Broca
- 2017 : L'Échange des princesses de Marc Dugain

##### Règne de Louis XV
- 1919 : La Du Barry d'Ernst Lubitsch
- 1924 :
  - Mandrin d’Henri Fescourt

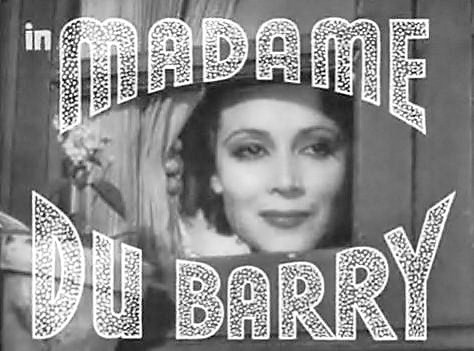
Dolores del Río dans Madame du Barry (1934).

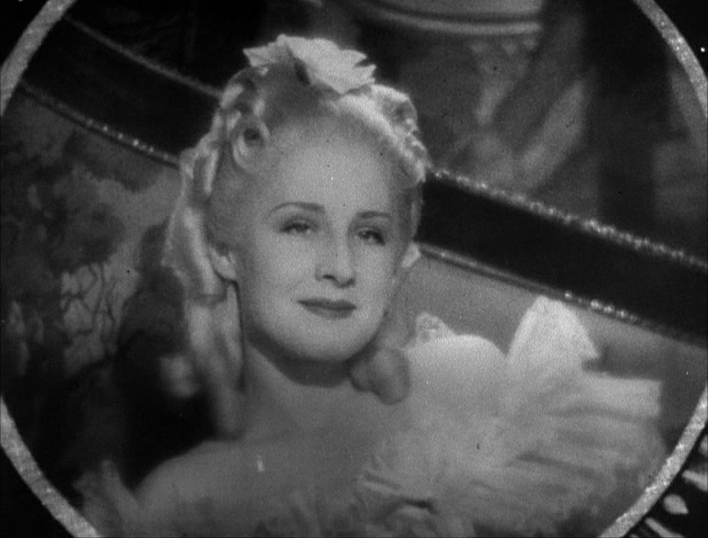
Norma Shearer dans Marie-Antoinette (1938).

  - Monsieur Beaucaire de Sidney Olcott
  - Par ordre de la Pompadour de Frederic Zelnik
- 1927 : Madame Pompadour de Herbert Wilcox
- 1930 : Du Barry, Woman of Passion de Sam Taylor
- 1931 : Un caprice de la Pompadour de Joë Hamman et Willi Wolff
- 1933 : Voltaire de John G. Adolfi
- 1934 : Madame du Barry de William Dieterle
- 1938 : Adrienne Lecouvreur
- 1954 : Madame du Barry de Christian-Jaque
- 1960 : Le Secret du chevalier d'Éon de Jacqueline Audry
- 1961 : Cartouche de Philippe de Broca
- 1962 : Mandrin, bandit gentilhomme
- 1967 : Suzanne Simonin, la Religieuse de Diderot
- 1977: Le Loup blanc
- 1978 : Ce diable d'homme de Marcel Camus
- 1989 : Les Deux Fragonard
- 1995 : La Vie de Marianne
- 1996 :
  - Beaumarchais, l'insolent de Édouard Molinaro
  - La Comète
- 2000 : Le Libertin de Gabriel Aghion
- 2001 :
  - Un cœur oublié
  - Le Pacte des loups
- 2002 : L'Enfant des lumières
- 2006 : Jeanne Poisson, marquise de Pompadour de Robin Davis
- 2007 :
  - Voltaire et l'Affaire Calas
  - Divine Émilie
- 2009 : Cartouche, le brigand magnifique d'Henri Helman
- 2012 : Les Chants de Mandrin
- 2013 : La Religieuse

##### Règne de Louis XVI
- 1908 : Une aventure de Marie-Antoinette de Georges Denola
- 1910 : Une aventure secrète de Marie-Antoinette de Camille de Morlhon
- 1924 : Janice Meredith d’E. Mason Hopper
- 1929 : Le Collier de la reine de Gaston Ravel
- 1935 : Le Marquis de Saint-Évremont de Jack Conway
- 1938 : Marie-Antoinette de W.S. Van Dyke
- 1946 : L'Affaire du collier de la reine de Marcel L'Herbier
- 1949 : Cagliostro de Gregory Ratoff
- 1955 : Marie-Antoinette reine de France de Jean Delannoy
- 1961 : Le Mariage de Figaro
- 1964 : La Tulipe noire
- 1978 : Lady Oscar de Jacques Demy.
- 1995 : Ridicule de Patrice Leconte
- 1988 : Les Liaisons dangereuses de Stephen Frears
- 2001 : L'Affaire du collier de Charles Shyer
- 2006 : Marie-Antoinette de Sofia Coppola
- 2007 : Gaspard le bandit
- 2011 : Louis XVI, l'homme qui ne voulait pas être roi
- 2012 : Les Adieux à la reine de Benoît Jacquot
- 2018 : Mademoiselle de Joncquières d'Emmanuel Mouret
- 2021 : Délicieux d'Éric Besnard

##### Révolution française
- 1916 : Madame Tallien de Enrico Guazzoni et Mario Caserin
- 1923 : L'Enfant-roi de Jean Kemm
- 1938 : La Marseillaise de Jean Renoir
- 1945 : Paméla
- 1946 : Les Chouans de Henri Calef
- 1949 : Le Livre noir d'Anthony Mann
- 1954 : Cadet Rousselle
- 1960 : Le Dialogue des carmélites
- 1972 : Les Mariés de l'an II de Jean-Paul Rappeneau
- 1982 : La Nuit de Varennes d'Ettore Scola
- 1983 : Danton de Andrzej Wajda
- 1988 : Chouans ! de Philippe de Broca
- 1989 : 
  - La Révolution française : les Années Lumière et les Années Terribles de Robert Enrico
  - Le Rendez-vous de Travers de Michael Gwisdek
- 1990 : L'Autrichienne de Pierre Granier-Deferre
- 2000 : Sade
- 2001 : L'Anglaise et le Duc d'Éric Rohmer
- 2012 : Les Adieux à la Reine de Benoît Jacquot
- 2013 : Une femme dans la Révolution
- 2018 :
  - Marie-Antoinette, ils ont jugé la reine d'Alain Brunard
  - Un peuple et son roi
- 2023 : Vaincre ou mourir de Paul Mignot et Vincent Mottez
- 2024 : Le Déluge de Gianluca Jodice

#### En Amérique
- 1920 : Le Dernier des Mohicans fr Clarence Brown et Maurice Tourneu
- 1924 : Pour l'indépendance de D. W. Griffith
- 1936 : 
  - Le Premier Rebelle de William A. Seiter
  - Le Dernier des Mohicans de George B. Seitz
- 1939 : Les Fils de la Liberté de Michael Curtiz
- 1940 : Howard le révolté de Frank Lloyd
- 1950 : Jean Lafitte, dernier des corsaires de Lew Landers
- 1955 : Duel d'espions de John Sturges
- 1961 : Fury River de Jacques Tourneur et George waGGne
- 1962 : La Fayette de Jean Dréville
- 1963 : Ganga Zumba de Carlos Diegues
- 1965 : 
  - Le Dernier des Mohicans de Harald Reinl
  - Le Dernier des Mohicans de Mateo Cano
- 1968 : La Bataille de San Sebastian de Henri Verneuil
- 1969 : Le Dernier des Mohicans de Jean Dréville, Pierre Gaspard-Huit et Sergiu Nicolaescu
- 1971 : Benito Cereno
- 1976 : La Dernière Cène de Tomás Gutiérrez Alea
- 1984 : Quilombo de Carlos Diegues
- 1985 : Révolution de Hugh Hudson
- 1986 : Mission de Roland Joffé
- 1992 : Le Dernier des Mohicans de Michael Mann
- 1998 : Sucre amer
- 2000 : The Patriot de Roland Emmerich
- 2004 : Nouvelle-France de Jean Beaudin
- 2007 : Tropiques amers
- 2012 : Toussaint Louverture

#### En Asie
- 1935 : Le Conquérant des Indes de Richard Boleslawski
- 1946 : Cinq femmes autour d'Utamaro
- 2017 : Le Portrait interdit

#### En Afrique
- 1958 : Tamango
- 1996 : Les Caprices d'un fleuve
- 2001 : Passage du milieu

#### Océanie et océan Indien
- 1958 : La Bigorne, caporal de France
- 1987 : L'Île

#### En Russie
- 1909 : Tarakanowa et Catherine II de Albert Capellani
- 1922 : Pierre le Grand de Dimitri Buchowetzki
- 1925 : L'Aigle noir de Clarence Brown
- 1927 : Le joueur d'échecs de Raymond Bernard
- 1930 : Tarakanova de Raymond Bernard
- 1934 :
  - Catherine de Russie de Paul Czinner
  - L'Impératrice rouge de Josef von Sternberg
- 1937 : Pierre le Grand de Vladimir Petrov
- 1938 :
  - Le Joueur d'échecs de Jean Dréville
  - Tarakanowa der Fédor Ozep, Fédor Ozep et Mario Soldati
- 1945 : Scandale à la cour de Ernst Lubitsch et Otto Preminge
- 1946 : L'Aigle noir de Riccardo Freda
- 1947 : La Fille du capitaine de Mario Camerini
- 1958 : La Tempête de Alberto Lattuada
- 1963 : Catherine de Russie
- 1968 : La Grande Catherine de Gordon Flemyng
- 1990 : La Chasse royale de Vitali Melnikov
- 1991 : Intrigues impériales de Michael Anderson

#### En Italie
- 1927 : Casanova d'Alexandre Volkoff
- 1933 : Casanova de René Barberis
- 1938 : Pietro Micca de Aldo Vergano
- 1947 : Les Aventures de Casanova
- 1948 : Le Chevalier mystérieux de Riccardo Freda
- 1954 : La Grande Nuit de Casanova de Norman Z. McLeod
- 1955 : Les Aventures et les Amours de Casanova de Steno
- 1965 : Casanova 70 de Mario Monicelli
- 1969 : Casanova, un adolescent à Venise de Luigi Comencini
- 1976 : Le Casanova de Fellini de Federico Fellini
- 1977 : Treize femmes pour Casanova de Franz Antel
- 1989 : Rouge Venise
- 1992 : Le Retour de Casanova
- 2002 : Le Jeune Casanova
- 2005 : Casanova de Lasse Hallström
- 2006 : Antonio Vivaldi, un prince à Venise
- 2009 : Don Giovanni, naissance d’un opéra de Carlos Saura
- 2014 : Casanova Variations de Michael Sturminger (de)
- 2019 : Dernier Amour de Benoît Jacquot

#### En Europe
- 1920 : Der Graf von Cagliostro de Reinhold Schünzel
- 1922 : Fridericus Rex de Arzén von Cserépy
- 1924 : Beau Brummel de Harry Beaumont
- 1930 : Le Concert de flûte de Sans-Souci de Gustav Ucicky
- 1933 : La Chorale de Leuthen de Carl Froelich
- 1934 : Nuit de mai de Gustav Ucicky et Henri Chomette
- 1935 : 
  - Le Dictateur de Victor Saville
  - Les Deux Rois de Hans Steinhoff
- 1936 : Aimé des dieux de Basil Dean
- 1937 : Fridericus de Johannes Meyer
- 1940 : Melodie eterne de Carmine Gallone
- 1941 : Les Cadets de Karl Ritter
- 1942 :
  - Aimé des dieux de Karl Hartl
  - Le Jeune Monsieur Pitt de Carol Reed
  - Le Grand Roi de Veit Harlan
- 1954 : Le Beau Brummel de Curtis Bernhardt
- 1957 : Pour l'amour d'une reine de Harald Braun
- 1960 : Le Secret du chevalier d'Éon de Jacqueline Audry
- 1972 : Frédéric II d'Olivier Ricard
- 1975 : Barry Lyndon de Stanley Kubrick
- 1978 : Ce diable d'homme de Marcel Camus
- 1984 :
  - Amadeus de Miloš Forman
  - Une saison italienne
- 1993 : Les Derniers Jours d'Emmanuel Kant
- 1994 :
  - Farinelli de Gérard Corbiau
  - La Folie du roi George de Nicholas Hytner
- 1999 : La Guerre dans le Haut-Pays
- 2003 : Il était une fois, Jean-Sébastien Bach
- 2004 : Mein Name ist Bach
- 2007 :
  - El Greco, les ténèbres contre la lumière de Yánnis Smaragdís
  - Voltaire et l'Affaire Calas de Francis Reusser 
  - Fantassins, seuls en première ligne d'Oleg Ryaskov
- 2008 : The Duchess de Saul Dibb
- 2010 : Nannerl, la sœur de Mozart de René Féret
- 2012 :
  - Frédéric II, roi de Prusse de Jan Peter
  - Liaison royale de Nikolaj Arcel
- 2023 : King's Land de Nikolaj Arcel

## Époque contemporaine

### XIXesiècle

#### En France

##### Premier Empire
- 1911 : Vidocq de Gérard Bourgeois
- 1912 : 

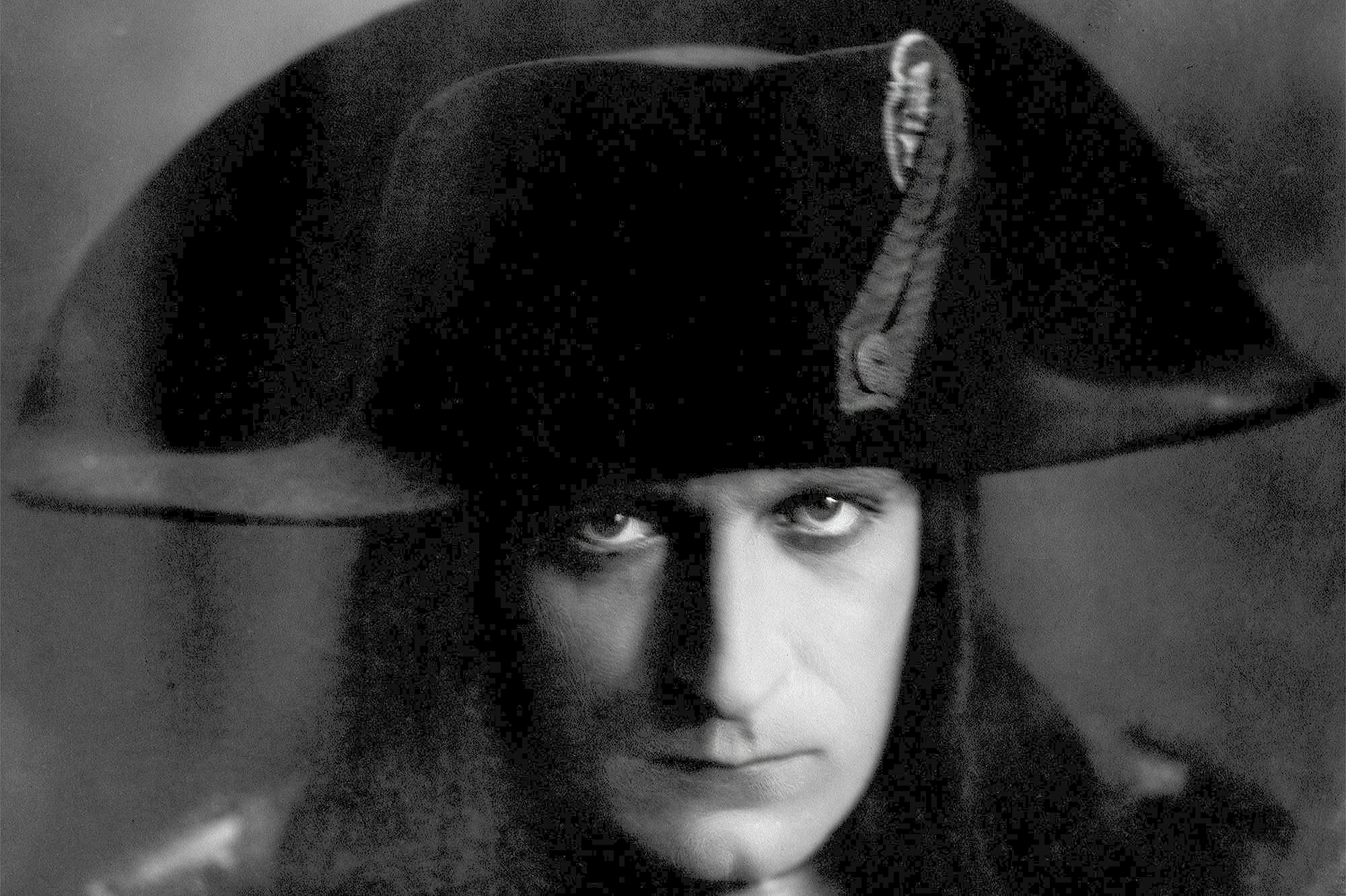
Albert Dieudonné incarne l'empereur dans le Napoléon vu par Abel Gance (1927).

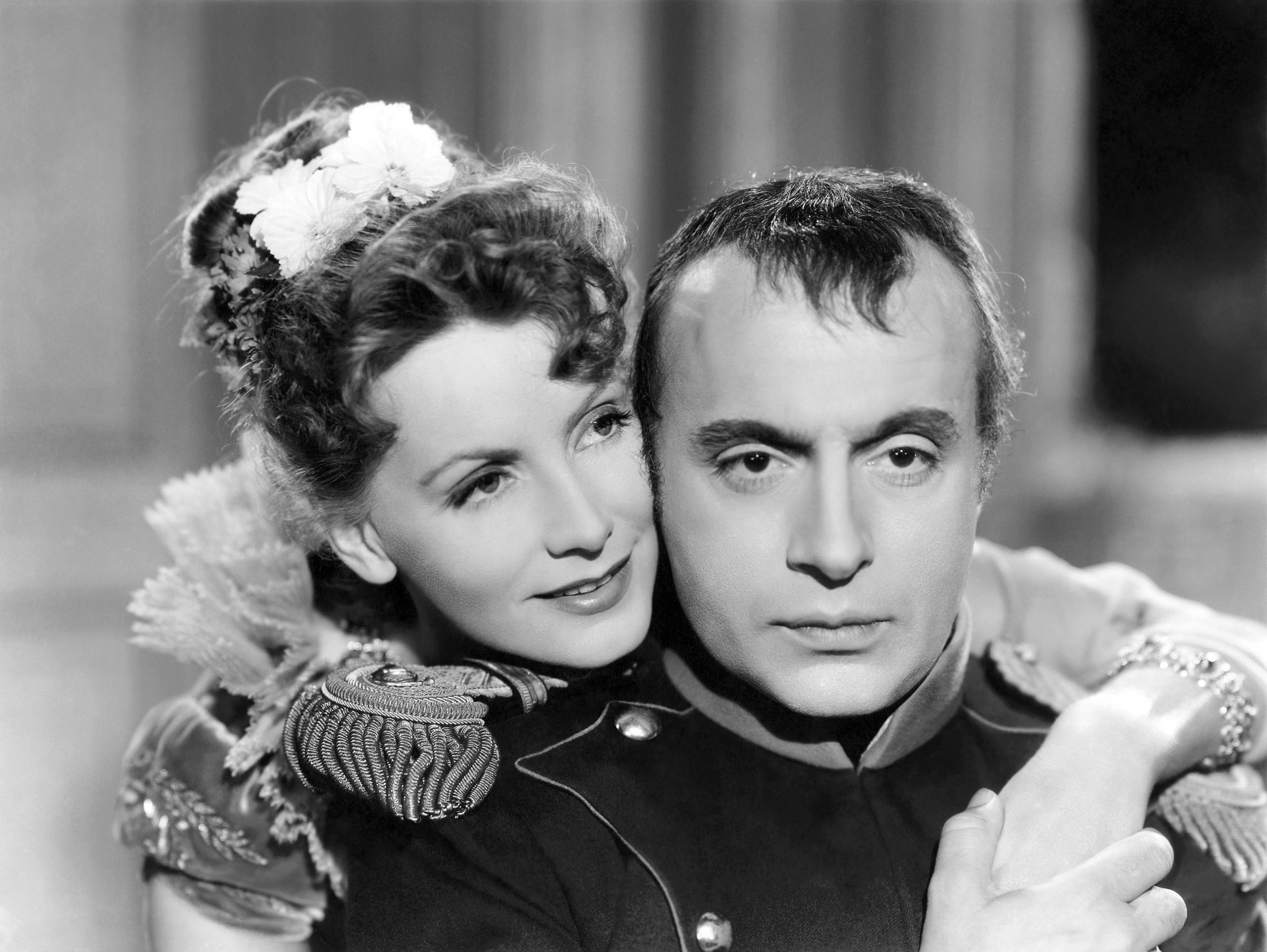
Charles Boyer est Napoléon er dans Marie Walewska (1937) avec Greta Garbo dans le rôle-titre.

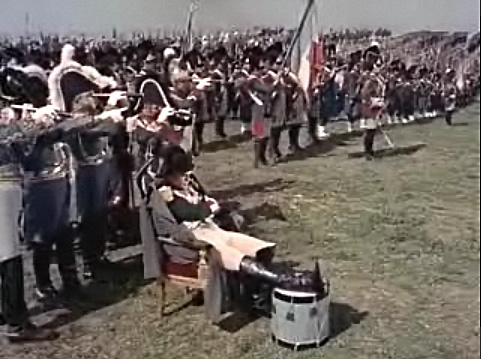
Une scène de Guerre et Paix (1956).

  - Une conspiration contre Murat de Giuseppe Petrai
  - 1812 de Kai Hansen et Alexandre Ouralsky
- 1917 : Terje Vigen de Victor Sjöström
- 1921 : Der Stier von Olivera de Erich Schönfelder
- 1923 :
  - Le Jeune Medardus de Michael Kertész
  - Vidocq de Jean Kemm
- 1925 : Madame Sans-Gène de Léonce Perret
- 1926 : Die elf Schill'schen Offiziere de Rudolf Meinert
- 1927 : Napoléon d'Abel Gance
- 1931 : Le Congrès s'amuse de Erik Charell et Jean Boyer
- 1932 : 
  - L'Héroïque Embuscade de Luis Trenker et Curtis Bernhardt
  - Die elf Schill'schen Offiziere de Rudolf Meinert
- 1934 : La Maison des Rothschild de Alfred L. Werker
- 1935 : Vidocq de Jacques Daroy
- 1936 : Les Deux Sergents de Enrico Guazzoni
- 1937 : Marie Walewska de Clarence Brown
- 1940 : Les Rothschilds de Erich Waschneck
- 1941 : Lady Hamilton de Alexander Korda
- 1946 : Scandale à Paris de Douglas Sirk
- 1948 : Le Diable boiteux de Sacha Guitry
- 1954 :
  - Désirée de Henry Koster
  - Le Rouge et le Noir de Claude Autant-Lara
  - Napoléon de Sacha Guitry
- 1955 : Le Congrès s'amuse de Franz Antel
- 1956 : Guerre et Paix de King Vidor
- 1959 : La Belle et l'Empereur d'Axel von Ambesser
- 1960 : Austerlitz d’Abel Gance
- 1961 : Madame Sans-Gêne de Christian-Jaque
- 1963 : Vénus impériale de Jean Delannoy
- 1966 :
  - Le Congrès s'amuse de Géza von Radványi
  - Guerre et Paix de Sergueï Bondartchouk
- 1967 :
  - Lamiel de Jean Aurel
  - Sept Hommes et une garce de Bernard Borderie
- 1970 : Waterloo de Sergueï Bondartchouk
- 1977 : Les Duellistes de Ridley Scott
- 1985 : Adieu Bonaparte de Youssef Chahine
- 1992 :
  - Le Souper d'Édouard Molinaro
  - Fiorile des Frères Taviani
- 2002 : Napoléon
- 2003 :
  - Monsieur N. d'Antoine de Caunes
  - Master and Commander : De l'autre côté du monde de Peter Weir
- 2012 : Les Lignes de Wellington de Valeria Sarmiento
- 2018 : L'Empereur de Paris
- 2023 : Napoléon de Ridley Scott

##### Restauration et Monarchie de Juillet
- 1945 : Les Enfants du paradis de Marcel Carné
- 1949 : Docteur Laennec
- 1951 : L'Auberge rouge de Claude Autant-Lara
- 1960 : Eugénie Grandet de Sergueï Alexeïev
- 1967 : Évariste Galois
- 1976 : Moi, Pierre Rivière, ayant égorgé ma mère, ma sœur et mon frère...
- 1989 : La Soule de Michel Sibra
- 1990 : Lacenaire
- 1994 :
- 1999 :
  - Les Enfants du siècle de Diane Kurys
  - Balzac
- 2003 : Sand... George en mal d'Aurore
- 2007 : Jacquou le Croquant
- 2010 :
  - Vénus noire d'Abdellatif Kechiche
  - L'Autre Dumas
- 2012 : Zarafa de Rémi Bezançon et Jean-Christophe Lie
- 2016 : Bois d'ébène de Moussa Touré

##### Deuxième république
- 1998 : Victor Schœlcher, l'abolition
- 2018 : Victor Hugo, ennemi d'État

##### Second Empire
- 1924 : Violettes impériales
- 1926 : Le Miracle de Lourdes de Bernard Simon
- 1929 : La Vie merveilleuse de Bernadette de Georges Pallu
- 1932 : Violettes impériales
- 1933 : La Vierge du rocher de Georges Pallu
- 1934 :
  - Boule de Suif
  - Fanatisme
  - Villafranca
- 1936 : Spy of Napoleon
- 1938 : Suez
- 1939 : Juarez
- 1940 : Une dépêche Reuter
- 1942 :
  - Mam'zelle Bonaparte de Maurice Tourneur
  - Lettres d'amour
- 1943 :
  - Au Bonheur des Dames
  - Le Chant de Bernadette
- 1945 : Boule de Suif de Christian-Jaque
- 1947 : Les Deux Orphelins
- 1948 : D'homme à hommes
- 1950 : La Valse de Paris
- 1951 : Monsieur Fabre de Henri Diamant-Berger
- 1952 : Violettes impériales
- 1954 : La Castiglione
- 1955 : French Cancan
- 1955 : Nana
- 1956 : Elena et les hommes
- 1956 : Gervaise
- 1957 : Pot-Bouille
- 1960 : Il suffit d'aimer de Robert Darenne
- 1975 : L'Histoire d'Adèle H. de François Truffaut
- 1987 : Champ d'honneur de Jean-Pierre Denis
- 1988 :
  - Bernadette
  - L'Argent
- 1991 : Les Fleurs du mal
- 2000 : Lourdes de Lodovico Gasparini
- 2006 : Henry Dunant, du rouge sur la croix
- 2011 : Je m'appelle Bernadette de Jean Sagols
- 2013 : En secret de Charlie Stratton
- 2017 : Le Semeur de Marine Francen
- 2019 : Vers la bataille d'Aurélien Vernhes-Lermusiaux

##### Guerre franco-allemande
- 1897 : 
  - La Défense du drapeau de Georges Hatot
  - Les Dernières Cartouches de Georges Hatot
  - Épisodes de la guerre de 1870-1871 : Mort du clairon, anonyme, studio Pathé
  - Bombardement d'une maison de Georges Méliès
- 1903 : Les Dernières Cartouches de Georges Méliès
- 1908 : Un episodio della guerra franco-prussiana, anonyme, Itala Film
- 1909 : 
  - L'Espion de D. W. Griffith
  - Une évasion en 1870, anonyme, film d’Art-Pathé Frères
- 1911 : 
  - Veglia tragica, anonyme, Milano Films
  - Il piccolo patriota de Giuseppe De Liguoro
- 1912 : Vaincre ou mourir d’Henri Desfontaines
- 1913 : 
  - Pourquoi ? d’Henri Fescourt
  - 1870-1871 d'Henri Andréani
- 1914 : Le Vieux Sergent de Paul Landrin
- 1915 : 
  - L’Ennemi (Il nemico) de Giuseppe De Liguoro
  - Une page de gloire de Léonce Perret
- 1950 : C’est arrivé un jour (Es kommt ein Tag) de Rudolf Jugert
- 1956 : I Spy, épisode File Clerk de William Berke
- 1959 : Sans tambour ni trompette de Helmut Käutner
- 1987 : Champ d'honneur de Jean-Pierre Denis

##### La Commune
- 1906 : L'Enfant sur la barricade de Alice Guy
- 1929 :
  - La Pipe du communard de Constantin Mardjanov
  - La Nouvelle Babylone de Grigori Kozintsev et Leonid Trauberg
- 1957 : Commune de Paris de Robert Ménégoz
- 1965 : Le Destin de Rossel de Jean Prat
- 1976 : Jarosław Dąbrowski de Bohdan Poręba
- 1977 : Rossel et la Commune de Paris de Serge Moati
- 1978 :
  - Guerres civiles en France de François Barat, Joël Farges et Vincent Nordon
  - La Barricade du Point-du-Jour de René Richon
  - Mémoire commune de Patrick Poidevin
- 1985 : L'Année terrible de Claude Santelli
- 1990 : 1871 de Ken McMullen
- 2000 : La Commune de Peter Watkins

##### La Troisième République
- 1922 : Pasteur de Jean Epstein et Jean Benoît-Levy
- 1929 : La Nouvelle Babylone de Grigori Kozintsev et Leonid Trauberg
- 1935 : Pasteur de Sacha Guitry
- 1936 : La Vie de Louis Pasteur de William Dieterle
- 1943 : Madame Curie de Mervyn LeRoy
- 1947 :
  - L'Œuvre scientifique de Pasteur de Jean Painlevé et Georges Rouquier
  - Van Gogh de Alain Resnais
- 1948 : Le Comédien
- 1954 : La Belle Otero
- 1956 : La Vie passionnée de Vincent van Gogh de Vincente Minnelli
- 1971 : Une saison en enfer
- 1982 : Guy de Maupassant
- 1988 : Camille Claudel de Bruno Nuytten
- 1991 :
  - Van Gogh
  - Arthur Rimbaud, une biographie
- 1993 :
  - La Passion Van Gogh de Samy Pavel
  - Germinal de Claude Berri
- 1995 :
  - L'Affaire Dreyfus
  - Arthur Rimbaud, l'homme aux semelles de vent
  - Rimbaud Verlaine
- 1997 : Les Palmes de monsieur Schutz
- 1998 : Lautrec
- 2000 : La Veuve de Saint-Pierre de Patrice Leconte
- 2010 : Louise Michel
- 2014 : Marie Heurtin
- 2015 : Les Anarchistes
- 2016 :
  - Cézanne et moi
  - La Danseuse
- 2017 :
  - La Passion Van Gogh de Dorota Kobiela et Hugh Welchman
  - Rodin de Jacques Doillon
  - Gauguin : Voyage de Tahiti d'Edouard Deluc
  - Lumière ! L'aventure commence de Thierry Frémaux
- 2018 : L'Incroyable Histoire du facteur Cheval
- 2019 :
  - Edmond d'Alexis Michalik
  - J'accuse de Roman Polanski

#### Empire Allemand et Empire des Habsbourg
- 1913 : Richard Wagner de Carl Froelich et William Wauer
- 1914 : Bismarck de Richard Schott
- 1915 : Kaspar Hauser de Kurt Matull
- 1918 : Ferdinand Lassalle de Rudolf Meinert
- 1921 : Theodor Herzl, porte-drapeau du peuple juif (de) de Otto Kreisler (de)
- 1924 : La Tragédie des Habsbourg de Alexander Korda
- 1927 : 
  - Beethoven de Hans Otto Löwenstein
  - Les Tisserands de Friedrich Zelnik
- 1928 : Le Destin des Habsbourg - La tragédie d'un empire de Rolf Raffé
- 1930 : Ludwig der Zweite, König von Bayern de William Dieterle
- 1932 : L'Héroïque Embuscade de Luis Trenker et Curtis Bernhardt
- 1933 : La Guerre des valses de Ludwig Berger
- 1936 : Mayerling d'Anatole Litvak
- 1937 :
  - Champagne valse d'A. Edward Sutherland
  - Un grand amour de Beethoven
- 1938 : Toute la ville danse de Julien Duvivier
- 1939 : La Lutte héroïque de Hans Steinhoff
- 1940 :
  - Bismarck de Wolfgang Liebeneiner
  - De Mayerling à Sarajevo de Max Ophüls
  - La Balle magique du Docteur Ehrlich de William Dieterle
- 1941 : Carl Peters de Herbert Selpin
- 1942 : L'Abdication de Wolfgang Liebeneiner
- 1948 : La Valse de l'empereur de Billy Wilder
- 1949 :
  - Eroïca de Walter Kolm-Veltée
  - Le Secret de Mayerling de Jean Delannoy
- 1952 : Le Cœur du monde de Harald Braun
- 1954 : L'Animal d'acier de Willy Zielke
- 1955 :
  - Feu magique de William Dieterle
  - Louis II de Bavière de Helmut Käutner
  - Sissi d'Ernst Marischka
- 1956 :
  - Symphonie inachevée
  - Sissi impératrice d'Ernst Marischka
  - Mayerling - le dernier amour du fils de Sissi de Rudolf Jugert
- 1957 : Sissi face à son destin d'Ernst Marischka
- 1966 : Les Sans-Espoir de Miklós Jancsó
- 1968 : Mayerling de Terence Young
- 1971 : La Soudaine Richesse des pauvres gens de Kombach (de)
- 1972 :
  - Ludwig : Le Crépuscule des dieux de Luchino Visconti
  - Ludwig, requiem pour un roi vierge de Hans-Jürgen Syberberg
  - Psaume rouge de Miklós Jancsó
- 1974 : L'Énigme de Kaspar Hauser de Werner Herzog
- 1975 :
  - Lisztomania de Ken Russell
  - Vices privés, vertus publiques de Miklós Jancsó
- 1986 : Caspar David Friedrich – Grenzen der Zeit
- 1991 : Sissi la valse des cœurs de Christoph Böll
- 1993 : Kaspar Hauser, de Peter Sehr
- 1997 : Princesse Sissi de Bruno Bianchi
- 2006 : Prince Rodolphe : L'Héritier de Sissi de Robert Dornhelm
- 2009 : Sissi, naissance d'une impératricede Xaver Schwarzenberger
- 2012 : Ludwig II de Marie Noëlle
- 2014 : Amour fou
- 2016 : Lou Andreas-Salomé
- 2017 : Le Jeune Karl Marx
- 2022 : Corsage de Marie Kreutzer

#### En Grande-Bretagne
- 1936 :
  - L'Ange blanc de William Dieterle
  - Sa Majesté se marie de Erich Engel
- 1941 : Le Premier Ministre de Thorold Dickinson
- 1945 : Hangover Square de John Brahm
- 1950 : Le Moineau de la Tamise de Jean Negulesco
- 1954 : Les Jeunes Années d'une reine d'Ernst Marischka
- 1978 : La Grande Attaque du train d'or de Michael Crichton
- 1980 : Elephant Man de David Lynch
- 1997 : La Dame de Windsor de John Madden
- 2001 :
  - From Hell d'Albert et Allen Hughes
  - 15 février 1839
  - Victoria and Albert
- 2009 : Victoria : Les Jeunes Années d'une reine de Jean-Marc Vallée
- 2011 : Oh My God! de Tanya Wexler
- 2014 : Mr. Turner de Mike Leigh
- 2017 : Confident royal de Stephen Frears
- 2018 : Peterloo de Mike Leigh

#### En Italie
- 1911 : Les Noces d'or de Luigi Maggi et Arturo Ambrosio
- 1934 : 1860 de Alessandro Blasetti
- 1935 : Amo te sola de Mario Mattoli
- 1938 : Le Roman d'un génie de Carmine Gallone
- 1952 : 
  - Eran trecento… de Gian Paolo Callegari
  - Les Chemises rouges de Goffredo Alessandrini et Francesco Rosi
- 1953 : Puccini
- 1963 : Le Guépard de Luchino Visconti
- 1973 : Cinq Jours à Milan de Dario Argento
- 1977 : Au nom du pape roi de Luigi Magni
- 1991 : Rossini! Rossini!
- 2014 : Leopardi : Il giovane favoloso

#### En Espagne et au Portugal
- 2010 : Mystères de Lisbonne
- 2016 : Altamira de Hugh Hudson

#### En Pologne
- 1975 : La Terre de la grande promesse de Andrzej Wajda

#### En Scandinavie
- 1987 : Le Festin de Babette de Gabriel Axel
- 2008 : La Rébellion de Kautokeino

#### En Russie
- 1911 : La Défense de Sébastopol
- 1927 : Le Poète et le Tsar de Vladimir Gardine et Ievgueni Tcherviakov
- 1928 : Le Patriote de Ernst Lubitsch
- 1934: Volga en flammes
- 1936 :
  - La Charge de la brigade légère de Michael Curtiz
  - L'Ange blanc de William Dieterle
- 1938 : 
  - Katia de Maurice Tourneur
  - Le Patriote de Maurice Tourneur
- 1939 : Pages immortelles de Carl Froelich
- 1956 : Michel Strogoff de Carmine Gallone
- 1959 : Katia de Robert Siodmak
- 1968 : La Charge de la brigade légère de Tony Richardson
- 1969 :
  - Un amour de Tchekhov de Sergueï Ioutkevitch
  - Tchaïkovski de Igor Talankine
- 1971 : La Symphonie pathétique de Ken Russell
- 1975 : L'Étoile d'un merveilleux bonheur de Vladimir Motyl
- 1979 : La Grande Attaque du train d'or de Michael Crichton
- 1983 : Yentl de Barbra Streisand
- 2006 : Pouchkine : Le Dernier Duel de Natalia Bondartchouk
- 2015 : Anton Tchekhov - 1890 de René Féret
- 2016 : Le Duelliste de Alexeï Mizguirev
- 2017 : Matilda de Alekseï Outchitel
- 2022 : La Femme de Tchaïkovski de Kirill Serebrennikov

#### En Amérique

##### États-Unis et Canada
- 1915 : The Martyrs of the Alamo de Christy Cabanne
- 1937 : Une nation en marche de Frank Lloyd
- 1938 : Les Flibustiers de Cecil B. DeMille
- 1939 : Autant en emporte le vent de Victor Fleming
- 1940 : Les Tuniques écarlates de Cecil B. DeMille
- 1948 : Le Barrage de Burlington de George Sherman
- 1951 : Le Grand Attentat de Anthony Mann
- 1950 :
  - Le Bagarreur du Kentucky de George Waggner
  - Sur le territoire des Comanches de George Sherman
- 1955 :
  - Le Grand Chef de George Sherman
  - Lola Montès de Max Ophüls
- 1957 :
  - L'Esclave libre de Raoul Walsh
  - L'Arbre de vie d'Edward Dmytryk
- 1958 : La Charge des tuniques bleues de Anthony Mann
- 1960 :
  - Le Sergent noir de John Ford
  - Les Dix Audacieux de William Beaudine
- 1967 : Custer, l'homme de l'ouest de Robert Siodmak
- 1970 : Traître sur commande de Martin Ritt
- 1978 : La Bataille de la Châteauguay
- 1989 : Glory d'Edward Zwick
- 1990 : Danse avec les loups de Kevin Costner
- 1993 : Gettysburg de Ronald F. Maxwell
- 1997 : Amistad de Steven Spielberg
- 1999 : Chevauchée avec le diable d'Ang Lee
- 2001 : 15 février 1839 de Pierre Falardeau
- 2002 : Gangs of New York de Martin Scorsese
- 2003 :
  - Retour à Cold Mountain
  - Gods and Generals de Ronald F. Maxwell
  - Alamo de John Lee Hancock
- 2012 : Lincoln de Steven Spielberg
- 2013 : Twelve Years a Slave de Steve McQueen
- 2016 : Free state of Jones de Gary Ross
- 2017 : The Current War : Les Pionniers de l'électricité de Alfonso Gomez-Rejon
- 2019 : Harriet de Kasi Lemmons
- 2022 : Emancipation d'Antoine Fuqua

##### En Amérique Latine et Antilles
- 1939 : Juarez de William Dieterle
- 1950 : L'Aigle et le Vautour de Lewis R. Foster
- 1954 : Vera Cruz de Robert Aldrich
- 1956 : Le Dernier Chien de Lucas Demare
- 1965 :
  - Les Mercenaires du Rio Grande de Robert Siodmak
  - Major Dundee de Sam Peckinpah
- 1968 : Lucía de Humberto Solás
- 1969 :
  - Queimada de Gillo Pontecorvo
  - La Première Charge à la machette de Manuel Octavio Gómez
  - Les Géants de l'Ouest de Andrew V. McLaglen
  - Simon Bolivar de Alessandro Blasetti
- 1970 :
  - Adios Sabata de Gianfranco Parolin
  - El Condor de John Guillermin
  - Sierra torride de Don Siegel
- 1995 : Savate de Isaac Florentine
- 1999 : One Man's Hero de Lance Hool
- 2014 : Libertador de Alberto Arvelo
- 2021 : Vers la bataille d'Aurélien Vernhes-Lermusiaux

#### En Afrique
- 1909 : Briton and Boer de Francis Boggs
- 1929 : Les Quatre Plumes blanches de Merian C. Cooper, Ernest B. Schoedsack et Lothar Mendes
- 1939 : Les Quatre Plumes blanches de Zoltan Korda
- 1940 : Brazza ou l'Épopée du Congo
- 1955 : 
  - Tant que soufflera la tempête de Henry King
  - Les Quatre Plumes blanches de Terence Young et Zoltan Korda
- 1964 : Zoulou de Cyril R. Endfield
- 1966 : Khartoum de Basil Dearden
- 1968 : Majuba de David Millin
- 1979 : L'Ultime Attaque de Douglas Hickox
- 1984 : Fort Saganne d'Alain Corneau
- 1986 : Sarraounia de Med Hondo
- 1990 : Aux sources du Nil de Bob Rafelson
- 1991 : Isabelle Eberhardt
- 2001 : L'Algérie des chimères de François Luciani
- 2002 : Frères du désert de Shekhar Kapur
- 2004 : Capitaines des ténèbres de Serge Moati
- 2022 : The Woman King de Gina Prince-Bythewood

#### En Asie
- 1935 : 
  - Oyuki la vierge de Kenji Mizoguchi
  - Les Trois Lanciers du Bengale de Henry Hathaway
- 1938 : Alerte aux Indes de Zoltan Korda
- 1939 : Gunga Din de George Stevens
- 1941 : Les Pirates de Malaisie de Enrico Guazzoni
- 1953 : Capitaine King de Henry King
- 1954 : La Révolte des Cipayes de László Benedek
- 1959 : La Charge du 7e lanciers de John Gilling
- 1964 : Les Pirates de Malaisie de Umberto Lenz
- 1965 :
  - Barberousse de Akira Kurosawa
  - Le Rebelle de Kandahar de John Gilling
- 1966 : La Canonnière du Yang-Tse de Robert Wise
- 1974 : Les Derniers Samouraïs de Kenji Misumi
- 1975 : L'Homme qui voulut être roi de John Huston
- 1998 : Les Fleurs de Shanghai de Hou Hsiao-hsien
- 2003 : Le Dernier Samouraï d'Edward Zwick
- 2006 : Le Maître d'armes de Ronny Yu
- 2007 : Les Seigneurs de la guerre de Peter Chan
- 2015 : Miss Hokusai de Keiichi Hara

### XXesiècle

#### De 1900 à 1945

##### En Afrique
- 1927 : Les Quatre Plumes blanches de Merian C. Cooper, Ernest B. Schoedsack et Lothar Mendes
- 1971 : Emitaï
- 1976 :
  - Parole d'homme de Peter Hunt
  - La Victoire en chantant de Jean-Jacques Annaud
- 1980 : Héros ou Salopards de Bruce Beresford
- 1981 : Le Lion du désert de Moustapha Akkad
- 1988 : Camp de Thiaroye

##### Au Moyen-Orient
- 1935 : La Route impériale
- 2011 : Or noir

##### En Asie
- 1934 : La Bataille de Nicolas Farkas et Victor Tourjanski
- 1936 : Port-Arthur
- 1946 : Le Croiseur Variague de Viktor Eïssymont
- 1960 : La Princesse errante
- 1961 : Dersou Ouzala de Agassi Babaïan
- 1963 : Les 55 Jours de Pékin de Nicholas Ray
- 1967 : Les Turbans rouges de Ken Annakin
- 1975 : Dersou Ouzala de Akira Kurosawa
- 1980 : 203 kōchi de Toshio Masuda
- 1984 : La Route des Indes de David Lean
- 1987 : Le Sorgho rouge
- 1992 : Indochine de Régis Wargnier
- 1999 : Le Dernier Harem de Ferzan Özpetek
- 2008 : La Perle des bois de Enkhtaivan Agvaantseren
- 2009 : John Rabe, le juste de Nankin
- 2011 :
  - The Founding of a Party de Huang Jianxin et Han Sanping
  - 1911 de Zhang Li et Jackie Chan
- 2012 : The Last Tycoon de Wong Jing

##### En Russie
- 1923 : La Danse rouge de Raoul Walsh
- 1925 : Le Cuirassé Potemkine de Sergueï Eisenstein
- 1927 : Octobre de Sergueï Eisenstein et Grigori Alexandrov
- 1929 : Débris de l'empire de Fridrikh Ermler
- 1932 :
  - Raspoutine et l’Impératrice de Richard Boleslawski
  - Fils de Russie de William Dieterle
- 1934 : Agent britannique de Michael Curtiz
- 1936 : Les Marins de Kronstadt de Iefim Dzigan
- 1937 : Le Cuirassé Sebastopol de Karl Anton
- 1938 : La Tragédie impériale de Marcel L'Herbier
- 1940 : Sverdlov de Sergueï Ioutkevitch
- 1954 : Raspoutine de Georges Combret
- 1956 :
  - La Garnison immortelle de Édouard Tissé
  - Anastasia d’Anatole Litvak
- 1957 : Quand passent les cigognes de Mikhaïl Kalatozov
- 1959 : La Ballade du soldat de Grigori Tchoukhraï
- 1960 : Les Nuits de Raspoutine de Pierre Chenal
- 1962 : L'Enfance d'Ivan d'Andreï Tarkovski
- 1965 : Le Docteur Jivago de David Lean
- 1966 : Raspoutine, le moine fou de Don Sharp
- 1967 : J'ai tué Raspoutine de Robert Hossein
- 1968 : L'Homme de Kiev de John Frankenheimer
- 1971 :
  - Nicolas et Alexandra de Franklin J.Schnaffer
  - Un violon sur le toit de Norman Jewison
- 1975 :
  - Raspoutine, l'agonie
  - Dersou Ouzala de Akira Kurosawa
- 1979 : Sibériade
- 1981 : Reds de Warren Beatty
- 1991 :
  - L'Assassin du tsar de Karen Chakhnazarov
  - Le Cercle des intimes d'Andreï Kontchalovski
- 1996 : Raspoutine de Uli Edel
- 2000 : Les Romanov : Une famille couronnée de Gleb Panfilov
- 2001 : Stalingrad de Jean-Jacques Annaud
- 2008 : L'Amiral d'Andreï Kravtchouk
- 2010 : Les Chemins de la liberté de Peter Weir
- 2011 : Raspoutine
- 2017 : 
  - Récolte amère de George Mendeluk
  - Matilda de Alekseï Outchitel

#### De 1900 à 1914

##### En Europe
- 1915 : Titanic de Pier Angelo Mazzolotti
- 1928 : Le Destin des Habsbourg de Rolf Raffé
- 1931 :
  - Jeunes Filles en uniforme de Leontine Sagan
  - 1914, fleurs meurtries de Richard Oswald
- 1943 : Titanic d'Herbert Selpin et Werner Klingler
- 1948 : L'Ange à la trompette de Karl Hartl
- 1953 : Titanic de Jean Negulesco
- 1955 : Sarajevo de Fritz Kortner
- 1956 : Le Capitaine de Köpenick de Helmut Käutner
- 1958 :
  - Atlantique, latitude 41° de Roy Ward Baker
  - Jeunes Filles en uniforme de Géza von Radványi
- 1969 : Ah Dieu ! que la guerre est jolie de Richard Attenborough
- 1975 : Assassinat à Sarajevo de Veljko Bulajić
- 1976 : 1900 de Bernardo Bertolucci
- 1979 : Café Titanic d'Emir Kusturica
- 1986 : Rosa Luxemburg de Margarethe von Trotta
- 1992 : Les Meilleures Intentions
- 1996 : Michael Collins de Neil Jordan
- 1997 : Titanic de James Cameron
- 2003 : Hitler : La Naissance du mal de Christian Duguay
- 2009 :
  - Vincere de Marco Bellocchio
  - Le Ruban blanc de Michael Haneke
- 2010 : Poll de Chris Kraus
- 2015 : Les Suffragettes de Sarah Gavron
- 2016 :
  - Paula de Christian Schwochow
  - Egon Schiele de Dieter Berner (de)

##### En France
- 1968 : La Bande à Bonnot
- 1989 : Modigliani
- 2006 : Les Brigades du Tigre de Jérôme Cornuau
- 2008 : Séraphine
- 2009 : Coco avant Chanel
- 2011 : L'Apollonide : Souvenirs de la maison close
- 2013 :
  - Renoir
  - Camille Claudel 1915
- 2016 : Marie Curie
- 2018 :
  - La Révolte des innocents de Philippe Niang
  - Dilili à Paris

##### En Amérique
- 1914 : The Life of General Villa de Christy Cabanne.
- 1934 : Viva Villa ! de Jack Conway
- 1952 : Viva Zapata ! d'Elia Kazan
- 1968 : Pancho Villa de Buzz Kulik
- 1981 : Ragtime de Miloš Forman
- 1990 : Rio Negro de Atahualpa Lichy
- 2007 : There Will Be Blood de Paul Thomas Anderson
- 2012 : Cristeros de Dean Wright
- 2015 : L'Étreinte du serpent de Ciro Guerra
- 2020 : Le Bal des 41 de David Pablos

#### Première Guerre mondiale
- 1915 : On the Firing Line with the Germans de Wilbur Durborough et Irving G. Ries
- 1919 : J'accuse
- 1928 : Verdun, visions d'histoire
- 1930 :
  - Quatre de l'infanterie
  - À l'Ouest, rien de nouveau de Lewis Milestone
- 1932 :
  - Les Croix de bois
  - Fils de Russie de William Dieterle
- 1933 : L'Aube
- 1937 : La Grande Illusion de Jean Renoir
- 1938 : Le Héros de la Marne
- 1947 : Le Diable au corps
- 1957 : Les Sentiers de la gloire de Stanley Kubrick
- 1959 : La Grande Guerre
- 1962 : Lawrence d'Arabie de David Lean
- 1964 : Mata Hari, agent H 21
- 1965 : Thomas l'imposteur
- 1966 : Le crépuscule des aigles de John Guillermin
- 1981 : Gallipoli de Peter Weir avec Mel Gibson
- 1993 : L'Instinct de l'ange
- 1996 : Capitaine Conan de Bertrand Tavernier
- 1997 :
  - Le Pantalon
  - Marthe de Jean-Loup Hubert
- 1999 : La Tranchée de William Boyd
- 2001 : La Chambre des officiers de François Dupeyron
- 2002 : Mata Hari, la vraie histoire
- 2004 : Un long dimanche de fiancailles de Jean-Pierre Jeunet
- 2005 : Joyeux Noël de Christian Carion
- 2006 :
  - Flyboys de Tony Bill
  - Les Fragments d'Antonin de Gabriel Le Bomin
  - La France de Serge Bozon
- 2008 :
  - Baron Rouge
  - Saint George tue le dragon
- 2011 : Cheval de guerre de Steven Spielberg
- 2014 : Mémoires de jeunesse de James Kent
- 2015 : La Peur
- 2017 :  
  - Nos années folles d'André Téchiné
  - Les Gardiennes de Xavier Beauvois
  - Au revoir là-haut d'Albert Dupontel
- 2022 :  
  - À l'Ouest, rien de nouveau d'Edward Berger
  - Tirailleurs de Mathieu Vadepied

#### Entre-deux-guerres

##### En Allemagne
- 1937 : Togger de Jürgen von Alten
- 1979 : Le Tambour de Volker Schlöndorff
- 1988 : Hanussen de István Szabó

##### En Amérique
- 1968 : Lucía de Humberto Solás
- 1974 : La Patagonia rebelde de Héctor Olivera
- 1977 : Cuartelazo de Alberto Isaac
- 1981 : Reds de Warren Beatty
- 1982 : Les Cloches rouges de Sergueï Bondartchouk
- 1984 : Il était une fois en Amérique de Sergio Leone
- 1986 : Frida, nature vivante de Paul Leduc
- 2012 : Cristeros de Dean Wright
- 2016 : Stefan Zweig, adieu l'Europe de Maria Schrader

##### En Espagne
- 1937 :
  - Aventure en Espagne de George Marshall
  - Cœur d'Espagne de Herbert Kline et Charles Korvin
  - Le Dernier Train de Madrid de James Patrick Hogan
  - Terre d'Espagne de Joris Ivens
- 1938 : Blocus de William Dieterle
- 1939 :
  - Au combat contre l'ennemi mondial - Les volontaires allemands en Espagne de Karl Ritter
  - L'Espagne vivra de Henri Cartier-Bresson
- 1940 :
  - Espoir, sierra de Teruel de André Malraux et Boris Peskine
  - Éveille-toi mon amour de Mitchell Leisen
  - Les Cadets de l'Alcazar de d'Augusto Genina
- 1943 : Pour qui sonne le glas de Sam Wood
- 1947 : Le diable souffle de Edmond T. Gréville
- 1950 : Guernica de Robert Hessens et Alain Resnais
- 1960 : L'Ange pourpre de Nunnally Johnson
- 1963 : Mourir à Madrid de Frédéric Rossif
- 1975 :
  - Les « Canadienses » d'Albert Kish
  - L'Arbre de Guernica de Fernando Arrabal
- 1981 : L'Ombre rouge de Jean-Louis Comolli
- 1990 : ¡Ay, Carmela! de Carlos Saura
- 1994 : Land and Freedom de Ken Loach
- 1995 :
  - Fiesta de Pierre Boutron
  - Land and Freedom de Ken Loach
- 1996 : Libertarias de Vicente Aranda
- 1998 : Talk of Angels de Nick Hamm
- 1999 : La Langue des papillons de José Luis Cuerda
- 2000 : El mar de Agustí Villaronga
- 2001 : L'Échine du Diable de Guillermo del Toro
- 2003 : Soldados de Salamina de David Trueba
- 2004 : Nous étions libres de John Duigan
- 2007 : Las 13 rosas d'Emilio Martínez-Lázaro
- 2008 : La Femme de l'anarchiste de Peter Sehr et Marie-Noëlle Sehr
- 2010 : Balada triste de Álex de la Iglesia
- 2011 : Au prix du sang de Roland Joffé
- 2016 :
  - Gernika de Koldo Serra
  - La Tragédie des Brigades Internationales de Patrick Rotman
- 2019 : Lettre à Franco de Alejandro Amenábar

##### En France
- 1928 : L'Argent de Marcel L'Herbier
- 1943 : Mermoz de Louis Cuny
- 1958 : Montparnasse 19 de Jacques Becker
- 1974 :
  - Stavisky d'Alain Resnais
  - Piaf
- 1978 :
  - Violette Nozière de Claude Chabrol,
  - La Banquière de Francis Girod
- 1982 : L'As des as de Gérard Oury
- 1987 : La Vie et rien d'autre de Bertrand Tavernier
- 1989 : Ce qui me meut de Cédric Klapisch
- 2001 : Malraux, tu m'étonnes !
- 2005 : Désiré Landru
- 2008 : Faubourg 36
- 2009 : Coco Chanel et Igor Stravinsky
- 2015 : Marguerite
- 2017 : Au revoir là-haut d'Albert Dupontel

##### En Grande-Bretagne et Irlande
- 1935 : Le Mouchard de John Ford
- 1936 : Révolte à Dublin de John Ford
- 1959 : L'Épopée dans l'ombre de Michael Anderson
- 1996 : Michael Collins de Neil Jordan
- 2006 : Le vent se lève de Ken Loach
- 2010 : Le Discours d'un roi de Tom Hooper

##### En Hongrie
- 1967 : Rouges et Blancs de Miklós Jancsó
- 1968 : Silence et Cri de Miklós Jancsó
- 1971 : Agnus Dei de Miklós Jancsó
- 1979 : Rhapsodie hongroise I de Miklós Jancsó

##### En Italie
- 1933 : Camicia nera de Giovacchino Forzano
- 1934 : La Vieille Garde d'Alessandro Blasetti
- 1943 : Redenzione de Marcello Albani
- 2009 : Vincere

##### Au Japon
- 1967 : Le Banquet de Heinosuke Gosho

##### En Scandinavie
- 1969 : Ådalen '31
- 1996 : Hamsun

##### En Pologne
- 1921 : Cud nad Wisłą de Richard Boleslawski

##### En Russie
- 1941 : Valeri Tchkalov de Mikhaïl Kalatozov

#### Seconde Guerre mondiale

##### En France
- 1954 : La Marche glorieuse
- 1956 : La Traversée de Paris de Claude Autant-Lara
- 1966 : Paris brûle-t-il ? de René Clément
- 1969 : L'Armée des ombres de Jean-Pierre Melville
- 1974 : Les Guichets du Louvre de Michel Mitrani
- 1976 : Monsieur Klein de Joseph Losey
- 1983 : Papy fait de la résistance de Jean-Marie Poiré
- 1987 : Au revoir les enfants de Louis Malle
- 1997 : Lucie Aubrac de Claude Berri
- 2002 :
  - Jean Moulin d’Yves Boisset
  - Laissez-passer de Bertrand Tavernier
- 2004 : 93, rue Lauriston de Denys Granier-Deferre
- 2008 : Les Femmes de l'ombre de Jean-Paul Salomé
- 2009 : L'Armée du crime
- 2010 : La Rafle
- 2013 : Alias Caracalla, au cœur de la Résistance
- 2014 : Diplomatie de Volker Schlöndorff
- 2015 : Francofonia d'Alexandre Sokourov
- 2017 : Dunkerque de Christopher Nolan

##### Guerre du Pacifique
- 1957 : Le Pont de la rivière Kwaï de David Lean
- 1970 : Tora ! Tora ! Tora ! de Richard Fleischer, Kinji Fukasaku et Toshio Masuda
- 1998 : La Ligne rouge de Terrence Malick
- 2001 : Pearl Harbor de Michael Bay
- 2006 :
  - Mémoires de nos pères de Clint Eastwood
  - Lettres d'Iwo Jima de Clint Eastwood

##### Front européen
- 1945 : Rome, ville ouverte
- 1948 : La Bataille de l'eau lourde de Jean Dréville
- 1961 :
  - Le Jour le plus long de Darryl F. Zanuck
  - Les Canons de Navarone de J. Lee Thompson
- 1963 : Le Jour et l'Heure
- 1967 : Les Douze Salopards de Robert Aldrich
- 1968 : Quand les aigles attaquent de Brian G. Hutton
- 1970 : De l'or pour les braves de Brian G. Hutton
- 1977 : Un pont trop loin de Richard Attenborough
- 1979 : Rhapsodie hongroise de Miklós Jancsó
- 1982 : Le Bateau de Wolfgang Petersen
- 1998 : Il faut sauver le soldat Ryan de Steven Spielberg
- 2004 : La Chute de Oliver Hirschbiegel
- 2006 :  Indigènes de Rachid Bouchareb
- 2008 : Max Manus, opération sabotage

##### Front russe
- 1977 : Croix de fer de Sam Peckinpah
- 1985 : Requiem pour un massacre de Elem Klimov
- 1993 : Vent d'est
- 2001 : Stalingrad de Jean-Jacques Annaud

##### Front africain
- 1961 : Un taxi pour Tobrouk de Denys de La Patellière

##### Shoah
- 1956 : Nuit et Brouillard d'Alain Resnais
- 1985 : Shoah de Claude Lanzmann
- 1993 : La Liste de Schindler de Steven Spielberg
- 1994 : La Colline aux mille enfants
- 1997 : La vie est belle de Roberto Benigni
- 2002 :
  - Amen de Costa-Gavras
  - Le Pianiste de Roman Polanski

##### Opposition allemande au nazisme
- 1955 :
  - Le 20 Juillet de Falk Harnack
  - C'est arrivé le 20 juillet de Georg Wilhelm Pabst
- 1971 : Opération Walkyrie de Franz Peter Wirth
- 1989 : L'Orchestre rouge de Jacques Rouffio
- 2004 :
  - L'Attentat contre Hitler - 20 juillet 1944 de Hans-Erich Viet
  - L'Orchestre rouge d'Alexandre Aravine
  - Opération Walkyrie de Jo Baier
- 2005 : Sophie Scholl : Les Derniers Jours
- 2008 : Walkyrie
- 2009 : Stauffenberg : La Véritable Histoire de Oliver Halmburger
- 2015 : Elser, un héros ordinaire

#### Depuis 1945

##### En France

###### de 1945 à 1968
- 1980 : Cocktail Molotov
- 1989 : Hiver 54, l'abbé Pierre
- 1990 : Docteur Petiot
- 2006 : Le Grand Charles de Bernard Stora
- 2008 : Sagan
- 2010 : Le Café du pont
- 2016 : Louis-Ferdinand Céline
- 2017 : Le Redoutable
- 2018 :
  - La Douleur
  - Un homme est mort

###### de 1969 à 1980
- 2001 : Inch'Allah dimanche
- 2007 :
  - René Bousquet ou le Grand Arrangement
  - Les Lip, l'imagination au pouvoir
- 2008 :
  - L'Instinct de mort, L'Ennemi public no 1
  - Coluche : L'Histoire d'un mec
- 2009 : Rapt
- 2011 :
  - Tous au Larzac
  - Les Lyonnais
- 2012 : Après Mai
- 2014 : La Loi, le combat d'une femme pour toutes les femmes

###### de 1981 à 1995
- 1984 : Le Juge
- 2001 : Cet amour-là
- 2005 : Le Promeneur du Champ-de-Mars
- 2010 :
  - Carlos
  - Le Président
- 2011 :
  - L'Ordre et la Morale
  - L'Assaut
  - Omar m'a tuer
- 2012 : Les Saveurs du palais
- 2017 : 120 Battements par minute
- 2018 : Trois Jours à Quiberon

###### de 1995 à nos jours
- 2006 : Poison d'avril
- 2010 : Rien à déclarer
- 2011 :
  - La Conquête
  - Le Bal des Menteurs
- 2013 : La Dernière Campagne
- 2017 : Petit Paysan

##### Au Royaume-Uni
- 1953 : Une reine est couronnée de Christopher Fry
- 2003 : Le Deal de Stephen Frears
- 2006 : The Queen de Stephen Frears
- 2010 : The Special Relationship de Richard Loncraine
- 2011 : La Dame de fer de Phyllida Lloyd

##### En Allemagne
- 1965 : L'Espion qui venait du froid de Martin Ritt
- 1982 : La Nuit de l'évasion de Delbert Mann avec John Hurt
- 2000 : Les Trois Vies de Rita Vogt
- 2003 : Good Bye, Lenin! de Wolfgang Becker
- 2006 : La Vie des autres de Florian Henckel von Donnersmarck
- 2008 : La Bande à Baader
- 2018 : Le Vent de la liberté

##### En Italie
- 2008 : Il divo

##### En Espagne
- 1966 : La guerre est finie

##### Au Portugal
- 2000 : Capitaines d'avril de Maria de Medeiros

##### Europe de l'Est
- 1970 : L'Aveu de Costa-Gavras avec Yves Montand
- 1977 : L'Homme de marbre de Andrzej Wajda
- 1978 : Le Haras de András Kovács
- 1981 : L'Homme de fer de Andrzej Wajda
- 2012 : La Terre outragée
- 2013 : L'Homme du peuple
- 2016 : Les Fleurs bleues

##### En Russie
- 1999 : Est-Ouest de Régis Wargnier
- 2002 : K-19 : Le Piège des profondeurs de Kathryn Bigelow
- 2010 : Une exécution ordinaire
- 2013 : Les Interdits
- 2017 : Le Divan de Staline de Fanny Ardant
- 2018 : Kursk de Thomas Vinterberg

##### Ex-Yougoslavie
- 1996 : For Ever Mozart
- 1998 : Savior de Predrag Antonijević
- 1999 : Warriors, l'impossible mission de Peter Kosminsky
- 2000 : Harrison's Flowers d'Élie Chouraqui
- 2001 :
  - No Man's Land de Danis Tanović
  - En territoire ennemi de John Moore
- 2012 : Au pays du sang et du miel d'Angelina Jolie

##### En Amérique du Nord

###### Aux États-Unis
- 1979 : Norma Rae de Martin Ritt
- 2006 :
  - World Trade Center
  - Vol 93
- 2012 : Zero Dark Thirty de Kathryn Bigelo
- 2016 : Le Fondateur de John Lee Hancock

###### Ségrégation et mouvement des droits civiques
- 1988 : Mississippi Burning de Alan Parker
- 1993 : Malcolm X de Spike Lee
- 1997 : Les Fantômes du passé de Rob Reiner
- 2000 : L'avocat des Damnés de John David Coles
- 2001 : Ali de Michael Mann avec Will Smith
- 2007 : The Great Debaters de Denzel Washington
- 2011 : La Couleur des sentiments de Tate Taylor
- 2014 :
  - Selma de Ava DuVernay
  - Le Majordome de Lee Daniels
- 2016 :
  - Les Figures de l'ombre de Theodore Melfi
  - Detroit de Kathryn Bigelow

###### Guerre froide et Maccarthysme
- 1977 : MacArthur, le général rebelle de Joseph Sargent
- 1976 : Le Prête-nom de Martin Ritt
- 1991 : La Liste noire de Irwin Winkler
- 2000 : Hollywood liste rouge de Karl Francis
- 2005 : Good Night and Good Luck de George Clooney
- 2006 : Raisons d'État de Robert De Niro
- 2011 : J. Edgar de Clint Eastwood
- 2015 :
  - Le Pont des espions de Steven Spielberg
  - Dalton Trumbo de Jay Roach

###### Les présidents américains
- 1930 : Abraham Lincoln de D. W. Griffith
- 1936 : L’Enchanteresse de Clarence Brown
- 1939 :
  - Vers sa destinée de John Ford
  - Man of Conquest de George Nichols Jr.
- 1940 : Abraham Lincoln de John Cromwell
- 1973 : Complot à Dallas de David Miller
- 1976 : Les Hommes du président de Alan J. Pakula
- 1991 : JFK d'Oliver Stone
- 1995 : Nixon de Oliver Stone
- 2000 : Treize Jours de Roger Donaldson
- 2008 :
  - Frost/Nixon : L'Heure de vérité de Ron Howard
  - W. : L'Improbable Président d'Oliver Stone.
- 2012 : Lincoln de Steven Spielberg
- 2013 : Parkland de Peter Landesman
- 2022 : Reagan de Sean McNamara

##### Au Canada
- 1994 : Octobre
- 2013 : La Maison du pêcheur

##### En Amérique du Sud
- 1964 : Soy Cuba de Mikhaïl Kalatozov
- 1968 :
  - L'Heure des brasiers de Fernando Solanas
  - Mémoires du sous-développement de Tomás Gutiérrez Alea
- 1969 : Che ! de Richard Fleischer
- 1972 : État de siège de Costa-Gavras
- 1973 : La Bataille du Chili de Patricio Guzmán
- 1982 : Missing de Costa-Gavras
- 1983 : Une sale petite guerre de Héctor Olivera
- 1985 : L'Histoire officielle de Aída Bortnik et Luis Puenzo
- 1988 : La amiga de Jeanine Meerapfel
- 1989 : Rojo amanecer de Jorge Fons
- 2002 : Kamchatka de Marcelo Piñeyro
- 2003 : Mémoire d'un saccage de Fernando Solanas
- 2004 :
  - Carnets de voyage de Walter Salles
  - Mon ami Machuca de Andrés Wood
  - Salvador Allende de Patricio Guzmán
  - Ay Juancito de Héctor Olivera
- 2005 :
  - La Dignité du peuple de Fernando Solanas
  - Di buen día a papá de Fernando Vargas
- 2008 : Che de Steven Soderbergh
- 2009 : Dans ses yeux de Juan José Campanella
- 2010 :
  - Santiago 73, post mortem de Pablo Larraín
  - Violeta de Andrés Wood
- 2012 :
  - El amigo alemán de Jeanine Meerapfel
  - No de Pablo Larraín
- 2015 : Eva ne dort pas de Pablo Agüero
- 2018 : Compañeros d'Álvaro Brechner

##### En Asie

###### Guerre d'Indochine
- 1957 : Patrouille de choc de Claude Bernard-Aubert
- 1965 : La 317e Section de Pierre Schoendoerffer
- 1992 : Diên Biên Phu de Pierre Schoendoerffer

###### Guerre du Viêt Nam
- 1967 : La Sixième Face du Pentagone de Chris Marker
- 1968 : Les Bérets verts de John Wayne et Ray Kellogg
- 1978 :
  - Voyage au bout de l'enfer de Michael Cimino
  - Retour de Hal Ashby
- 1979 : Apocalypse Now de Francis Ford Coppola
- 1986 : Platoon de Oliver Stone
- 1987 :
  - Hamburger Hill de John Irvin
  - Good Morning, Vietnam de Barry Levinson
  - Full Metal Jacket de Stanley Kubrick
- 1988 : Dear America : Lettres du Viêt Nam de Bill Couturié
- 1989 :
  - Né un 4 juillet d'Oliver Stone
  - Outrages de Brian De Palma
- 1991 : Le Vol de l'Intruder de John Milius
- 1993 : Entre ciel et terre d’Oliver Stone
- 2001 : Tigerland de Joel Schumacher
- 2002 : Nous étions soldats de Randall Wallace
- 2007 :
  - Rescue Dawn de Werner Herzog
  - Across the Universe

###### Génocide cambodgien
- 1984 : La Déchirure de Roland Joffé
- 2002 : S21, la machine de mort khmère rouge de Rithy Panh
- 2013 : L'Image manquante de Rithy Panh
- 2014 : Le Temps des aveux de Régis Wargnier
- 2017 : D'abord, ils ont tué mon père d'Angelina Jolie

###### En Corée
- 1951 :
  - J'ai vécu l'enfer de Corée, film de Samuel Fuller
  - Baïonnette au canon de Samuel Fuller
- 1954 : Les Ponts de Toko-Ri de Mark Robson
- 1957 : Cote 465 d'Anthony Mann
- 1977 : MacArthur, le général rebelle de Joseph Sargent
- 2016 : Memories of War de Lee Jae-han
- 2017 :
  - A Taxi Driver de Jang Hoon
  - 1987: When the Day Comes de Jang Joon-hwan
- 2020 : L'Homme du président de Woo Min-ho

###### Au Japon
- 2012 : 25 novembre 1970 : le jour où Mishima choisit son destin

###### En Chine
- 1987 : Le Dernier Empereur de Bernardo Bertolucci
- 1993 : Adieu ma concubine
- 1994 : Vivre ! de Zhang Yimou
- 2002 : Balzac et la Petite Tailleuse chinoise de Dai Sijie
- 2009 : The Founding of a Republic de Huang Jianxin et Han Sanping

###### En Inde
- 1983 : Gandhi de Richard Attenborough
- 2014 : Punjab 1984
- 2017 : Le Dernier Vice-Roi des Indes de Gurinder Chadha
- 2018 : Attaque à Mumbai d'Anthony Maras

##### Au Moyen-Orient
- 2015 : Le Dernier Jour d'Yitzhak Rabin

##### En Afrique
- 2000 : Lumumba
- 2006 : Le Dernier Roi d'Écosse de Kevin Macdonald
- 2010 :
  - Hors-la-loi
  - Des hommes et des dieux de Xavier Beauvois
- 2014 : Timbuktu d'Abderrahmane Sissako

##### Guerre d'Algérie
- 1966 : La Bataille d'Alger de Gillo Pontecorvo
- 1972 :
  - Avoir vingt ans dans les Aurès de René Vautier
  - La Guerre d'Algérie d'Yves Courrière et Philippe Monnier
- 1973 : R.A.S. d'Yves Boisset
- 1979 : Le Coup de sirocco d'Alexandre Arcady
- 2005 : La Trahison
- 2007 :
  - L'Ennemi intime de Florent-Emilio Siri
  - Cartouches gauloises de Mehdi Charef
- 2010 : Hors-la-loi de Rachid Bouchareb

##### Génocide au Rwanda
- 2004 : Hôtel Rwanda de Terry George
- 2005 : Shooting Dogs de Michael Caton-Jones
- 2006 : Un dimanche à Kigali de Robert Favreau
- 2007 : J'ai serré la main du diable de Roger Spottiswoode
- 2019 : Petit Pays d'Éric Barbier

##### Apartheid en Afrique du Sud
- 1987 : Cry Freedom de Richard Attenborough
- 1988 : Un monde à part de Chris Menges
- 1989 : Une saison blanche et sèche de Euzhan Palcy
- 2006 : Au nom de la liberté de Phillip Noyce
- 2008 : Goodbye Bafana de Bille August
- 2010 : Invictus de Clint Eastwood
- 2013 : Mandela : Un long chemin vers la liberté de Justin Chadwick

#### Articles
- Histoire et cinéma | Cairn.info
- Histoire et Cinéma - Persée
- Le cinéma fait-il l'histoire ? | Cairn.info
- Le cinéma opérateur d'histoire - Persée
- Les formes cinématographiques de l'histoire | Cairn.info
- La double mise en scène de l'histoire au cinéma | Cairn.info
- Les approches phénoménologiques entre cinéma et histoire | Cairn.info
- Cinéma et histoire : bilan historiographique - Persée